# Жмеринка
Жме́ринка — місто у Вінницькій області, центр Жмеринського району та Жмеринської міської громади. Площа 18,2 км². Населення 34 097 мешканців (2021).
Відстань до обласного центру становить 35 км і проходить автошляхом E583, із яким збігається М21. У місті знаходиться великий залізничний вузол, що з'єднує Київ, Одесу, Львів та Могилів-Подільський, також можна дістатися багатьох європейських міст. Функціонує 8 міських автобусних маршрутів

## Географія

### Розташування
Жмеринка розташована у південно-східній частині Подільської верховини за 49 км від Обласного центру. Площа Жмеринки становить 18,2 км².
Середня висота над рівнем моря становить 326 м. Протяжність Жмеринки з півночі на південь — 5,7 км, із заходу на схід — 6,9 км.

### Клімат
Клімат помірний, континентальний. Середньорічні температури повітря: літня — (+18,5 °C), зимова — (-5,6 °C). Середньорічна кількість опадів становить — 637 мм. За класифікацією кліматів Кеппена — Df(bo).

Переважають сірі та світло-сірі ґрунти, а також широколистяні дубово-грабові ліси. 
| Клімат Жмеринки | Клімат Жмеринки | Клімат Жмеринки | Клімат Жмеринки | Клімат Жмеринки | Клімат Жмеринки | Клімат Жмеринки | Клімат Жмеринки | Клімат Жмеринки | Клімат Жмеринки | Клімат Жмеринки | Клімат Жмеринки | Клімат Жмеринки | Клімат Жмеринки |
| Показник | Січ.            | Лют.            | Бер.            | Квіт.           | Трав.           | Черв.           | Лип.            | Серп.           | Вер.            | Жовт.           | Лист.           | Груд.           | Рік             |
| Середній максимум, °C                                                                                                 | −2,4            | −0,8            | 4,2             | 13,2            | 19,6            | 22,6            | 23,9            | 23,5            | 19,3            | 12,5            | 4,9             | 0,0             | 11,7            |
| Середня температура, °C                                                                                               | −5,6            | −4,1            | 0,4             | 8,2             | 14,1            | 17,2            | 18,5            | 17,9            | 13,9            | 8,0             | 2,1             | −2,6            | 7,3             |
| Середній мінімум, °C                                                                                                  | −8,8            | −7,4            | −3,3            | 3,2             | 8,6             | 11,8            | 13,2            | 12,4            | 8,6             | 3,6             | −0,7            | −5,1            | 3,0             |
| Норма опадів, мм | 35              | 33              | 31              | 51              | 67              | 96              | 95              | 65              | 51              | 33              | 39              | 41              | 637             |
| --- | --------------- | --------------- | --------------- | --------------- | --------------- | --------------- | --------------- | --------------- | --------------- | --------------- | --------------- | --------------- | --------------- |
| Джерело: Климат: Жмеринка - Климатический график, График температуры, Климатическая таблица - Climate-Data.org (рос.) |                 |                 |                 |                 |                 |                 |                 |                 |                 |                 |                 |                 |                 |

### Природно-заповідний фонд
На території м. Жмеринка розташовані ландшафтні заказники місцевого значення: Джерельна діброва, Корчівка та Струмок.

## Археологічні знахідки
Наприкінці 60-х років XX століття під час земляних робіт пов'язаних з будівництвом басейну біля стадіону «Локомотив» були знайдені знаряддя праці первісних людей: зубила, скребки, крем'яні сокири, долота, а також черепки гончарних виробів, дивна статуетка, що нагадувала жінку. Отже на території міста жили наші пращури ще в сиву давнину. На території, що прилягає до міста є пам'ятник археології поселення трипільської культури. За 12 км від Жмеринки біля села Межирова збереглися вали Скіфського городища, а біля Станіславчика ще й досі височить козацька могила — свідок відчайдушної боротьби українського народу за незалежність.

## Етимологія
Свою назву Жмеринка отримала від сіл розташованих по обидві сторони від залізничної колії — Велика і Мала Жмеринка. Щодо походження назви, то існують різні версії: одні дослідники вважають, що вона походить від польського вислову «жму руку» (пол. «жме ренке»), сказаному при зустрічі двох переможців, інші вбачають її в тому, що на території сучасного міста було поселення, у якому жили гончарі, які з глини виготовляли різний посуд — «жали ринки». Інші дослідники шукали витоки значно глибше в історії краю, вважаючи походження назви від кореня «жмир», що означає самоназву кімерійців, племен, які населяли цю землю до скіфського періоду. Є гіпотеза, що «джемері» — це густий темний ліс, хащі, на місці якого виникли ці поселення. Та найімовірнішою є наступна. Давньогрецький історик Геродот свідчить, що подільська земля відома світові ще за 5 сторіч до н. е.. Він згадує алозонів і неврів, які заселяли ці землі. З його праць ми дізнаємось, що південь України в ті далекі часи населяли кімерійці, яких ассирійці називали «GIM(M)IR»(«ГІММІР»). В українській мові (як і в інших слов'янських мовах) звук «ж» чергується із звуком «г». Можливо звідси і пішла назва наших далеких предків. Вона збереглася у назвах подільських поселень Чемеринці, Чемер, Чемериси, у назві трави чемериці, одежі-чемерки, а згодом і назві поселення — Жмеринка.

## Історія
Жмеринка — велика вузлова станція Правобережжя України, заснована в 1865 році між селами Велика і Мала Жмеринка на місці вирубаного дубового пралісу.
Історично Жмеринка складалась із різних поселень, які зберегли свої назви — на схід від залізниці розмістилась власне Жмеринка, на північний схід — Велика Жмеринка, на південний схід — Петрівка, на південь Кавказ, ще південніше Корчівка. Безпосередньо до міста прилягають села Мала Жмеринка, Леляки, Тартак, Подільське та селище міського типу Браїлів. В історичних матеріалах згадується про Жмеринку на початку XVIII століття, як про село Браїлівської волості, Вінницького повіту, Подільської губернії. Саме тут пролягав давній Кучманський шлях.
Неподалік від міста протікала колись повноводна річка Баран. Про це свідчать фахівці з водопостачання: на великій глибині вона протікає і тепер (нині витік річки). У ті давні часи вона звивалася з північного сходу на південь. Про це свідчать назви околиць міста, які залишились в пам'яті пізніших поколінь: Заріччя, Порубаний ліс, Пеньківка, Грисяний лісок, Березина, Корчівка.

### Заснування та розбудова міста
Перша згадка про місто датується початком XVIII ст., вказується, що Жмеринка — село Браїлівської волості Вінницького повіту Подільської губернії.

Почесний громадянин міста граф Дмитро Гейден

Завдяки будівництву залізниці Київ—Балта (1865–1870 рр.) обабіч колії виросло невелике селище залізничників, що розпочиналося з кількох будинків, які спорудив зі своїми синами один із засновників локомотивного депо в 1891 р. машиніст Бєлінський. Це була перша вулиця майбутнього міста, яка носить тепер ім'я І.Франка.

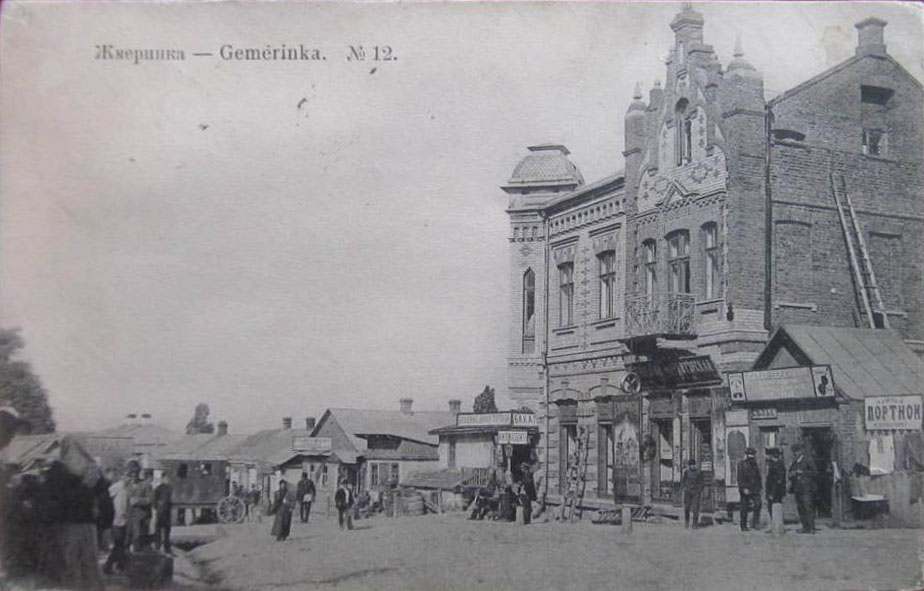
Вулиця в Жмеринці. Початок ХХ століття

Вигідне географічне розташування визначило розвиток Жмеринки як залізничного вузла півдня Російської імперії. 25 лютого 1870 р. розпочалася експлуатація першого залізничного вокзалу. Через збільшення потоку вантажів 1891 року побудовано паровозне депо, у 1898 — вагоноремонтні майстерні. В архівних документах 1899 р. знайдені відомості про місцевих дворян Ф. Й. Сухоржевського та А. А. Сабинського, які водночас працювали машиністами залізничної станції, а В. Садковський — вагонним майстром. Рух поїздів залізницею Одеса — Жмеринка — Київ розпочався 8 червня 1870 р. Залізницею Жмеринка — Волочиськ — у вересні 1871 року, Жмеринка — Могилів-Подільський — 30 вересня 1892 року.

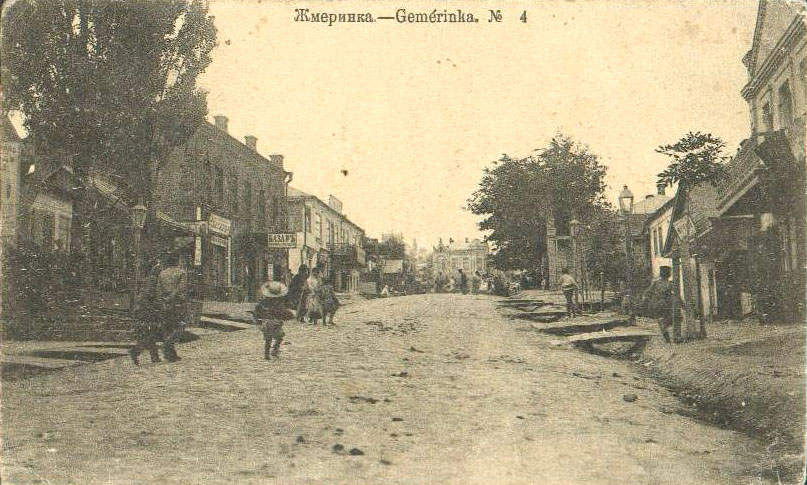
Вулиця Базарна (нині Горького) в Жмеринці. Початок ХХ століття

Від заснування міста тривалий час землі навколо Жмеринки належали графам Олександру та Варварі де Шаузель-Гуф'є. Вони інвестували у будівництво нових храмів, а Варвара перед смертю заповіла весь свій статок вкласти у будівництво Земської гінекологічної лікарні на 36 ліжок, яку очолив Михайло Зарінський (нині — Жмеринська ЦРЛ; збереглося лише інфекційне відділення). До речі, 12 вересня 1909 р., за клопотання Подільської губернської комісії, Земській лікарні було присвоєне ім'я покійної графині. Після цього Велика Жмеринка була викуплена графом Дмитром Федоровичем Гейденом, рід якого походив з Вестфалії. Він ініціював створення у Жмеринці училища інструкторів з сільського господарства, при ньому було збудовано чоловічу гімназію, виділив кошти на облаштування православного та римо-католицького кладовищ. У одному з його маєтків, що на вулиці Графській, 24 (нині — Центральна), з 7 січня 1905 р. були розміщені міське управління та приймальня першого міського голови Жмеринки — Карла Вікентійовича Вронського, який до призначення на посаду управителя міста був управителем земель графа. До речі, у цьому будинку нині розміщений музей історії міста. У грудні 1909 р. Дмитро Федорович отримав звання Почесного громадянина міста. 1917 р. граф Гейден очолив спілку хліборобів України, а 1918 р. назавжди покинув ці землі. На розі вулиць Шевченка і Литвиненка і досі стоїть його садиба: нині будинок графа відреставровано і тут певний час розміщувався краєзнавчий музей.
З 1869 у Малій Жмеринці діяла церковно-парафіяльна школа, у Великій Жмеринці — однокласна міністерська школа. 1870 року у Жмеринці відкрито приватну однокласну школу для дітей (хлопчиків) залізничників, 1890 — двокласне вище початкове училище для дітей дріб. службовців, а також нове приміщення двокласного залізничного училища (нині — ЗОШ № 4), 1906 — чоловічу гімназію (у радянські часи — пошта, 1999 — знесена у зв'язку з аварійним станом), яку в 1909 р. переведено в нове приміщення (нині — ЗОШ № 1). 1909 року у власному будинку Ганна Лукашевич заснувала жіночу гімназію (нині — Гімназія), 1912 року розпочало діяти вище початкове платне училище для хлопчиків, будівництвом керував міський управитель О. Добровольський (нині — ЗОШ № 3). Також у 1899 р. у місті була відкрита друкарня, керуючим став Н. Істочник. І у тому ж таки 1899 Жмеринці був наданий статус містечка.
Оскільки Жмеринка була містом залізничників, а ті своєю чергою користувалися прихильністю соціал-демократичних сил, у ніч на 28 квітня 1899 р., на залізничній станції Жмеринка, групою невідомих було розміщено 8 агітаційних плакатів, що закликали вийти на мітинг 1 травня, а також два примірники газети «Вперед». Поліція приклала чималих зусиль, аби запобігти заворушенню, та попри це, 1 травня, невелика група людей (~200 чоловік) вийшла на демонстрацію.
18 листопада 1903 р., за велінням імператора, Жмеринці надається статус міста. Крім цього, було передбачене таке:
|  | Представить вновь образованному городу в течении первых 10 лет льготы: Освободить от казенних пошлин сделки по приобретению городом земель. Не возлагать на городские средства производства пособий казне: а) пособий на содержание центрального управлення Министерства Внутренних Дел; б) на полицейское управление Империи; в) освободить городскую кассу от участия в расходах местного и губернского по городским делам Присутствия. |

З 1903 р. розпочався справжній розквіт Жмеринки. Зі зростанням і розширенням вузлової станції йшло розширення її служб, ріст нових вулиць від станції в бік Великої і Малої Жмеринки. Тут почало діяти Товариство взаємного кредиту, основний капітал якого становив понад 44 тис. рублів.
В лютому 1905 року жмеринські залізничники оголосили страйк на знак солідарності з російськими пролетарями. Страйкарі висунули вимоги: 8-годинний робочий день, підвищення заробітної плати, безплатне навчання дітей, державне страхування, впорядкування медичної допомоги тощо. Страйк повторився у жовтні того ж року, залізничники наполягали задовольнити вимоги, пред'явлені ними під час лютневих заворушень. 10 грудня застрайкували телеграфісти, пізніше їх підтримали працівники служби руху. 11 грудня за наказом губернатора, у Жмеринці оголошено воєнний стан. Грудневий страйк жмеринських залізничників було придушено збройною силою.
Попри численні заворушення з боку прихильників соціал-демократичних сил Росії, Жмеринка, як і вся Імперія, у час економічного розквіту розвивалась. Так, напередодні Першої світової війни у місті налічувалося 9 заводів та 36 майстерень, що забезпечували роботою 129 осіб. Решта жмеринчан працювали на залізниці. Населення становило 27 195 чоловік. У місті налічувалося 1737 дворів.

### Перша світова та визвольні змагання 1917—1921 років
У часи революції та громадянської війни в місті точилася боротьба різних тогочасних військових формувань: української, білої, більшовицької, польської, армії Антанти й анархістів.
Звістка про повалення царизму викликала революційний настрій у Жмеринці. Робітники влаштовують демонстрації, роззброюють поліцію. Це пробудження використовують меншовики й есери, які мали підтримку серед службовців вузла та офіцерів місцевого гарнізону. Було обрано думу, до складу якої входили представники саме цих партій. В умовах двовладдя з робітників-залізничників виникла невелика група (14 чоловік), очолювана токарем Г. К. Маниловським, яка підтримувала більшовиків.
12 квітня 1917 у приміщенні кінотеатру «Міраж» було обрано Раду робітничих і солдатських депутатів. У вересні того ж таки 1917 р. організовано червоногвардійський загін з 200 осіб. Це допомогло комуністам захопити владу у місті, яку проголошено 3 (16) листопада 1917 року за допомогою ревчастин 2-го гвардійського корпусу. За кілька днів було організовано ревком, у якому непристойно переважали більшовики. Але, на щастя, діяльність більшовицьких сил у Жмеринці припинилася після визволення міста силами Центральної Ради.
В останні дні грудня 1917 року до Жмеринки знову вступили війська 2-го гвардійського корпусу, більшовики поновили владу над містом. За перші два дні до щойно організованого загону Червоної гвардії записалося понад 200 робітників вузла. Він поповнювався також солдатами й селянами навколишніх сіл. На початку березня 1918 р. відбувся бій за залізничну станцію Жмеринка. По один бік були війська УНР та австро-угорські сили, а по інший — більшовики. Зазнавши значних втрат червоногвардійці відступили. Над Жмеринкою знову майорів жовто-синій прапор. У бою загинув машиніст Жмеринського локомотивного депо Й. С. Кашевич. Його ім'ям нині названа одна з вулиць міста. Ще один машиніст, що загинув під час битв по стороні червоної армії і на честь якого названа одна з вулиць — П. П. Птахін.
14 травня 1918 р. заарештовано міського голову В. А. Мєсяця, членів міської управи А. І. Гудкова, В.Я, Кагана та І. Я. Боренбойма. Їх арешт повʼязаний із резолюцією міської думи від 2 травня 1918 р., якою висловлено протест про гетьманського перевороту.
В травні 1918 р. створюється підпільна організація більшовиків. Під час страйку залізничників, що продовжувався з липня до вересня 1918 р. більшовики приклали чималих зусиль, аби і в Жмеринці припинився залізничний рух. Командування австро-угорських та німецьких військ, щоб відновити рух, викликало залізничників з Австро-Угорщини та Польщі.
У грудні 1918 року до Жмеринки вступили війська Симона Петлюри, місто де-факто стає столицею Української Народної Республіки.
20 березня до міста вступили червоногвардійці Таращанського полку під командуванням В. Н. Боженка. Тоді поновив роботу ревком. Його головою став П. Л. Кобринець, його ім'ям названа вулиця у Південно-Західному масиві.
29 березня 1919 р. вийшов перший примірник газети «Жмеринський комуніст», нині «Жмеринський Меридіан».
У травні 1919 більшовицькі війська не змогли протидіяти силам УНР і змушені були відступити. Місто було звільнене, але ненадовго. Отримавши підкріплення, більшовики почали наступати. Після тривалої оборони війська Директорії змушені були відступити. 7 липня Жмеринка знову опинилася у руках більшовиків.

Проте радянським військам ще раз довелося залишити місто 10 серпня 1919 року, оскільки у місто вступили щойно прибулі війська УГА, а також армія УНР. Після взяття міста проукраїнськими силами, на станції Жмеринка перебував транспорт з хворими на тиф вояками УГА (близько 2000 осіб) восени 1919 р. З них 200 були влаштовані в лікарні, невдовзі в підвалах станції було виявлено 600 тіл вояків. У цей час на станції виникла епідемія страшної, невиліковної тоді, хвороби. 

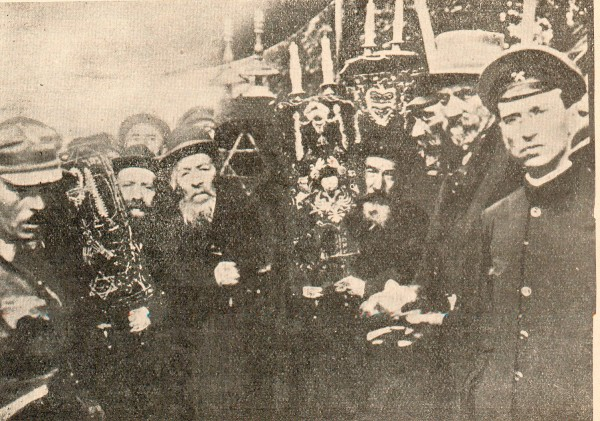
Зустріч євреями голови Директорії УНР Симона Петлюри, Жмеринка, 1919 рік

У приміщенні колишньої жіночої гімназії був штаб армії Головного отамана, що його очолював колишній генерал-лейтенант царської армії Греков. 3-4 листопада 1919 року в Жмеринці у будинку за адресою вул. Графська, 20 відбулась нарада Головного Отамана УНР Симона Петлюри; на ній щодо ситуації зі станом Української Галицької Армії мав слово Дмитро Паліїв, який повідомив представників Директорії УНР, керівництва ЗУНР про крайню необхідність укладення тимчасового перемир'я з армією Денікіна через погане забезпечення грішми, обмундируванням, амуніцією, санітарним матеріалом, епідемію хвороб.
10 листопада 1919 р., порушивши перемир'я з українськими військами, денікінці увірвались у місто, зайняте частинами бригади УСС.
У жовтні того ж року червоноармійці перейшли у наступ. Через це армія Денікіна змушена була відступити. Відомо, що більшовики розстріляли в Сідавському лісі 45 місцевих гімназистів за те, що вони зустрічали на жмеринському вокзалі Симона Петлюру і вголос співали «Ще не вмерла Україна». 6 січня 1920 року Жмеринка знову стає більшовицькою. 30 квітня війська Польщі зайняли Жмеринку і Вінницю. Проти поляків більшовицький уряд Радянської Росії вислав першу кінну армію, кавалерійську бригаду Григорія Котовського, 25 дивізію. Бої йшли за напрямками Жмеринка—Вапнярка, Жмеринка—Деражня. 23 червня місто знов захопили червоноармійці під керівництвом Котовського. Щоправда, ще до листопада місяця Армія УНР не припиняла спроб звільнення окремих сіл Браїлівської волості.

### Післяреволюційний період
6 лютого 1921 р. Жмеринку відвідав Григорій Петровський. На честь його приїзду у місті була названа вулиця у новому районі Петрівка, що нині носить ім'я В. Чорновола.
Головним завданням, що постало перед органами влади, була відбудова і налагодження безперебійної роботи транспорту. Насамперед треба було повернути кадрових робітників, подбати про матеріальні умови їхнього життя. В серпні 1923 року на 55 % підвищили зарплату працівникам транспорту, і це значною мірою забезпечило подальші успіхи в роботі. Вже в листопаді локомотивне депо виконувало свій план на 200 %, а вагонні майстерні на 140 %. Запрацювала механічна майстерня, у локомотивному депо виконували середній і поточний ремонт локомотивів, поліпшилась його якість.
27 лютого 1923 р. ухвалено рішення Президії Вінницького Окружного виконкому про перейменування Браїлівської волості у Жмеринську і перенесення її центру до Жмеринки.
В 1923 році робітники локомотивного депо і вагонних майстерень відремонтували паротяг і 36 вагонів. Під час влаштування комуністичними силами свята шостої річниці Жовтневої революції ешелон завантажили зерном і відправили до Москви зі словами: «У шості роковини великих пролетарських перемог над світовою буржуазією — засновнику і керівнику світового пролетарського Жовтня Володимиру Іллічу Леніну — подарунок від жмеринського залізничного пролетаріату».
28 листопада 1924 р., за рішенням Вінницького Окрвиконкому у місті організована Міська рада.
Окрім залізниці у місті розвивалися й інші галузі промисловості. 1929 р. став до ладу цегельний завод. У 1932 р. відкритий хлібозавод і пекарня, молочний завод, фабрика-кухня, тютюново-ферментаційний завод.

### Голодомор
Голодомор 1932—1933 рр. забрав життя 252 осіб. Щоденно на вулицях міста підбирали десятки мерців. Багатьох бездоглядних дітей затримувала міліція. Одних відправляли за місцем проживання, інших — у дитячі розподільники. Щомісяця таких підбирали сотні. Таке явище спостерігалося у більшості містах із розвинутим залізничним вузлом (наприклад Козятин, Вапнярка, Вінниця, тощо). У похованні полеглих брали участь військові сили. Захоронення загиблих під час геноциду відбувалося на південно-західній околиці міста, біля перехрестя нинішніх вулиць Барляєва, Будівельників та 151-ї стрілецької дивізії. 24 листопада 2018 року на місці захоронень був встановлений меморіальний знак Жертвам Голодомору.

### Довоєнні радянські часи
У 1933 році вагонні майстерні Жмеринського вузла були реконструйовані і перетворені на завод ім. 1 Травня. Вже 1936 року підприємство мало 9 виробничих цехів, де працювало 1100 чоловік.
1937—1938 рр. у Жмеринці проводиться реконструкція південного району міста та парку, встановлюється пам'ятник Пушкіну, парашутна вежа, розпочинається реконструкція стадіону «Локомотив», будується залізнична школа № 56 (нині — Школа-інтернат) та Навчально-Виховний комплекс (нині — ЗОШ № 2). Напротязі 1939—1940 рр. у місті дислокується військова частина, будують аеро- і танкодром. Напередодні наступу німецьких військ на територію Радянського союзу у місті діяли 8 ЗОШ, 13 бібліотек, Будинок культури, Клуб піонерів, Банно-пральний комбінат, Кінотеатр та Пожежне депо.

### Жмеринка під час німецької окупації
Вже в перші дні вторгнення німецьких військ місто зазнало нападу авіації. З 2 по 17 липня проводиться евакуація майна до Куйбишева, а це: рухомий склад локомотивного та вагонного депо, їхнє обладнання, а також 225 учнів та педколектив шкіл й училища. 10 липня радянські війська в районі Жмеринки змушені були відступити, а 17 липня нацистські війська захопили місто. На околиці міста окупанти розташували концентраційний табір для військовополонених, у якому було закатовано від 10 до 12 тис. осіб. Для єврейського населення створюється гетто. Через місяць після початку окупації на станції Жмеринка група партизанів підпалила і знищила 4 німецькі ешелони з бензином і боєприпасами. Восени 1941 року в місті створюються підпільні групи опору. З листопада 1941 року по грудень 1943 року вела боротьбу підпільна партизанська група паровозного депо, яка об'єднувала 24 особи. Її очолював М. С. Пархоменко. Підпільною групою вагонного депо в складі 23 чоловік керував К. А. Квятковський. З грудня 1942 року по березень 1944 року поблизу міста, у с. Чернятин, діяла підпільна група в складі 25 «народних месників» під керівництвом М. Д. Микитюка.
Восени 1942 року виникла підпільна організація «Радянські патріоти». Її створив і очолив журналіст К. Гришин. На честь нього у місті названий провулок у мікрорайоні Велика Жмеринка. Організація налічувала 13 груп, найбільші з яких були на вагоноремонтному заводі (керівник Г. Навроцький), на міській електростанції (керівник С. Бубновський), на станції водогону в с. Рів (керівник Е. Семілєтов) та інших об'єктах. Підпільники вчиняли диверсії на залізничному вузлі, влаштовували втечі військовополонених з табору, випускали газету «Красный партизан». У грудні 1943 року почались арешти підпільників. Вермахтівці схопили понад 200 чоловік. Допити арештованих тривали понад місяць, після чого їх вивезли до тираспольської в'язниці, де 18 осіб було розстріляно.
Окупація тривала 975 днів, або 2 роки, 8 місяців та 1 день. 18 березня 1944 року воїни 1-го Українського фронту визволили Жмеринку від військ Третього рейху. За час окупації німецькі війська повністю зруйнували залізничне господарство, промислові підприємства, культурно-освітні заклади, житлову забудову, у місті не було водопостачання й електроенергії. За 10 днів після визволення через станцію Жмеринка рушили військові ешелони. За успішне відновлення руху працівники залізничної сфери дістали подяку від командуючого 2-м Українським фронтом маршала Івана Конева. 20 осіб були відзначені урядовими нагородами, 115 отримали нагороди від наркомату шляхів СРСР.
Разом з відбудовою транспорту відроджувались й почали випуск продукції хлібзавод, харчокомбінат, цегельний завод. До кінця 1944 року діяло 27 підприємств. Важко відзначилася зима 1945 року. Для забезпечення безперебійної роботи транспорту колективи підприємств брали шефство над окремими локомотивами, утепляли їх. У лютому 1945 року колективу жмеринської дистанції колії було присуджено перехідний Червоний прапор наркомату шляхів сполучення і грошову премію. 38 працівників вузла було нагороджено бойовими орденами і медалями, 710 — медаллю «За доблесну працю у Великій Вітчизняній війні 1941—1945 рр.», ордена Леніна удостоєно машиніста М. Жеребецького.

### Післявоєнні часи

Будинок науки і техніки

Після війни значно підвищили виробничі показники райпромкомбінат, артіль «Харчовик», ферментаційний завод. У грудні 1948 року на підприємствах міста розгорнулося змагання за виконання післявоєнної п'ятирічки в 4 роки. Попереду в змаганні йшов колектив локомотивного депо, який за 10 місяців перевиконав план перевезень на 9,2 %.

Кінотеатр «Супутник» (2009)

Проте лихо ще часто нагадувало про себе, відчувалися труднощі з житлом. З 399 будинків, які належали до міського громадського фонду перед війною, 235 будинків загальною площею 18 742 м² були зруйновані військами нацистської Німеччини. У перші повоєнні роки був реконструйований стадіон «Локомотив» на 15 тис. глядачів. У 1947 р. в місті відкривається будинок інвалідів. Він розташовується у мікрорайоні Петрівка, на вулиці Петровського. У 1949 р. був затверджений генеральний план розбудови міста. 1951 р. в місті відкрили 33-тю початкову залізничну школу (нині — ЗОШ № 6). В 1955 р. у місті почала працювати КМС-79. З 1956 р. в Жмеринці починає діяти ТЕЦ, яка повністю забезпечила потреби міста в електроенергії, відкрита музична школа. 1957 рік — ЗШ № 33 стає семирічною і переводиться у приміщення гуртожитку вагоноремонтного заводу «Експрес» ім. 1-го травня. 2 березня 1963 з Жмеринки вперше вирушає тепловоз. З 25 червня 1965 с. Велика Жмеринка офіційно включене в межі міста.
До 50-ї річниці жовтневого перевороту працівники міста достроково виконали річну виробничу програму, що забезпечило додатковий прибуток у майже 2,3 млн крб. надпланової продукції. За це локомотивному депо присвоєно ім'я 50-річчя Жовтня, а в 1968 р. йому надають статус підприємства комуністичної праці.
1969 року в місті відкрили перший в області широкоформатний кінотеатр «Супутник». У грудні того ж року у місті починає діяти завод «Сектор». У червні 1970 р. в місті відзначили 100-річчя Південно-Західної залізниці, а у серпні відкрито басейн «Юність». 1971 р. у Жмеринці відкривається нове приміщення районної бібліотеки (вул. В. Брезденюка, 9). У 1973 р. відбулося урочисте відкриття палацу культури залізничників (офіційно — Будинок науки і техніки). З 1975 р. Жмеринка отримує статус міста обласного значення і більше не підпорядковується райраді. 1976 р. ЗОШ № 6 переводиться у нове приміщення по вул. Магістральній, 21. У грудні 1977 р. закінчилася електрифікація ділянки Козятин — Жмеринка, зі станції вирушає перший електропоїзд. В 1980 р. був затверджений генеральний план розбудови міста, до 2000 р. ведеться активна забудова міста кооперативними багатоповерховими будівлями, магазинами, соціальними та навчальними закладами, встановлюються пам'ятники. У березні 1985 р. хутрова фабрика отримує новий корпус, а 13 жовтня 1988 р. у нову будівлю переводиться й дитяча бібліотека (вул. Павлова, 11). 1989 р. електрифіковано дільницю Жмеринка — Котовськ, у тому ж році завершена реконструкція скверу поруч із вул. Пушкіна.

### Після відновлення незалежності

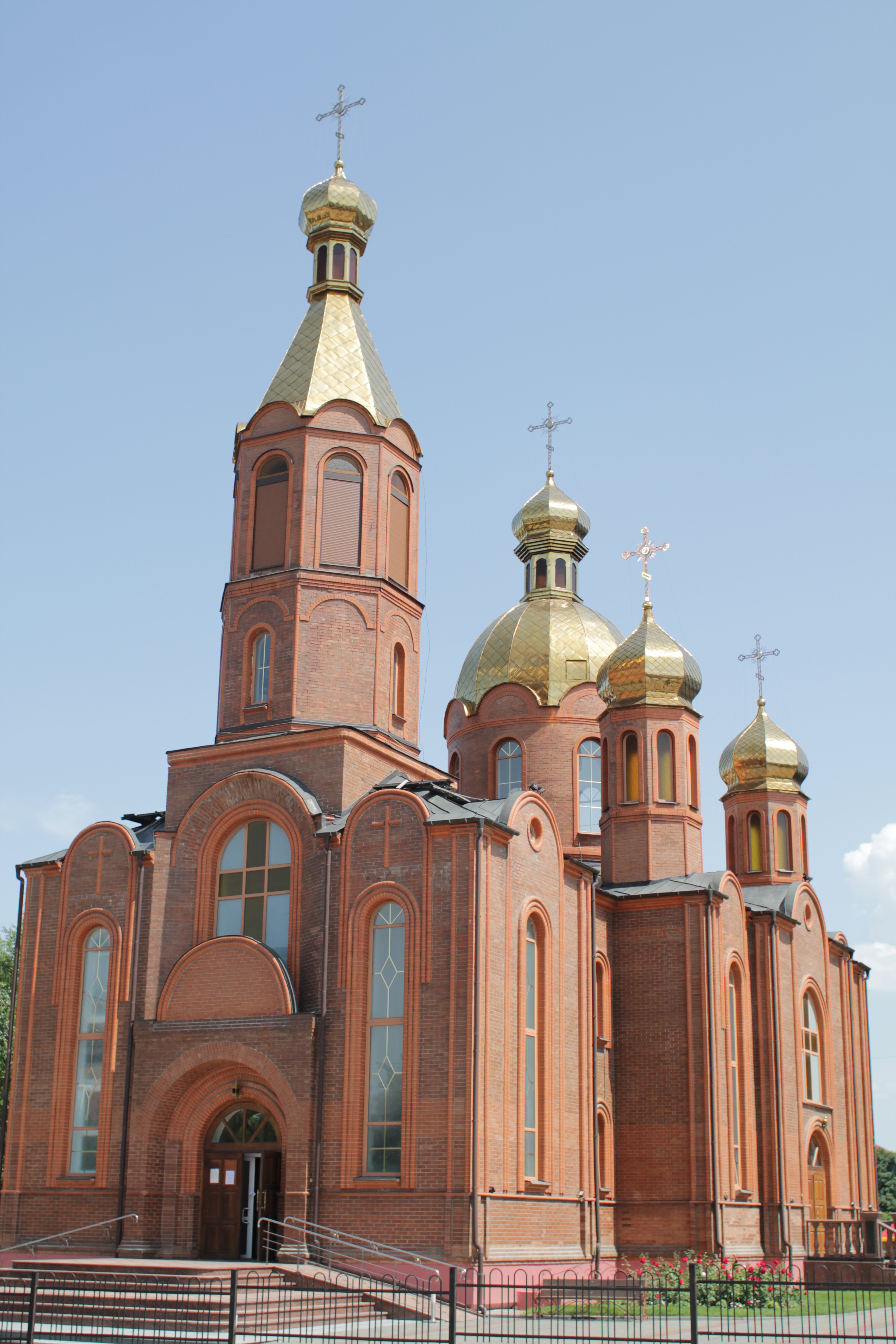
Церква Олександра Невського

Після проголошення незалежності Україною, місто масово почали покидати його мешканці. Через економічну скруту у місті знесли багато старовинних будівель, до речі на рештках деяких із них нині розташовані пл. Миру та алея гр. Гейдена. Були закриті заводи, підприємства, що було типовою картиною в ті часи. Попри кризу у місті продовжувався розвиток. Створювалися нові парки, прогулянкові місця. Відкривалися магазини, кафе, відділення банків.

Міськрайонний центр зайнятості

До 2000 року продовжувалася житлова забудова. 1994 р. у місті з'явився міськрайонний центр зайнятості, а 1998 (за іншими даними 1997) р. була переведена на електротягу дільниця Жмеринка — Гречани. 1999 р. розпочалося будівництво церкви св. Олександра Невського, а також розпочали роботу привокзальний ринок та притулок для неповнолітніх. Продовжувалися роботи по встановленню пам'ятників та проведення газо- та водогонів. 25 травня 2000 р. Жмеринка розпочала побратимські стосунки із польським містом Скаржисько-Каменна. У 2003 р. Жмеринка відсвяткувала свою соту річницю, як місто, тоді ж завершено будівництво церкви О. Невського, а наступного року відбулося відкриття міської синагоги. У місті проводиться шоу «Жмеринка має таланти». У 2012 р., до Європейської першості з футболу була відреставрована будівля залізничного вокзалу. Під час Революції гідності жмеринчани брали активну участь у боротьбі проти диктатури, двоє мешканців міста загинули під час Євромайдану (Валерій Брезденюк та Леонід Полянський), з початком російсько-української війни жителі міста боронять територію України в зоні проведення АТО та ООС. 26 грудня 2015 р. у Південно-Західному масиві відкрито перший у місті критий ринок «Вишенька». 27 лютого 2016 р. до польського міста Сендзішув-Малопольський прибула делегація зі Жмеринки, а 28 лютого між представниками цих двох міст був підписаний договір про співпрацю. 31 березня 2016 у виданні місцевої газети був поміщений офіційний список перейменованих вулиць, алей та провулків, згідно із законом про декомунізацію що складався із 70 пунктів.

### Об'єднана територіальна громада
На позачерговій 51 сесії Жмеринської міської ради, що відбулася 29 жовтня 2019 року, було ухвалено рішення про створення Жмеринської ОТГ. До якого того дня увійшли Жуковецька, Коростовецька та Рівська сільські територіальні громади.

## Символіка

Пам'ятник Пегасу на площі перед Жмеринською районною радою вночі

Символіка міста Жмеринки затверджена рішенням 13 сесії 3 (23) скликання 8 серпня 2000 року Жмеринської міської ради. Автори проєкту символіки міста — А. Гречило і У. Гречило. Пегас є одним з символів міста, який зображений як на прапорі так і на гербі міста.

## Освіта
За період розвитку міста у Жмеринці відкривали, закривали та оновлювали багато навчальних закладів (див. розділ «Історія»). Станом на сьогоднішній день сформувалася така освітня мережа:

### Дошкільні заклади
- ДНЗ № 1 «Дзвіночок» — вул. Барляєва, 13
- ДНЗ № 2 «Калинка» — вул. Павлова, 4
- ДНЗ № 3 «Веселка» — вул. Соборна, 28
- ДНЗ № 4 «Вишенька» — вул. Національна, 14
- ДНЗ № 5 «Джерельце» — вул. І. Франка, 2/1
- ДНЗ № 6 «Казочка» — вул. Косм. Комарова, 44
- ДНЗ № 7 «Ромашка» — вул. Космонавтів, 139
- ДНЗ № 8 «Барвінок» — вул. І. Франка, 136

### Середні загальноосвітні заклади
- ЗОШ І-ІІІ ст. № 1 — вул. М. Коцюбинського, 39
- ЗОШ І-ІІІ ст.-ліцей № 2 — вул. Центральна, 2
- ЗОШ І-ІІІ ст. № 3 — Лютневий провулок, 3
- ЗОШ І-ІІІ ст. № 4 — вул. Київська, 3
- ЗОШ І-ІІІ ст.-гімназія № 5 — вул. В. Короленка, 7
- ЗОШ І-ІІІ ст. № 6 — вул. Магістральна, 21/1
- ЗОШ І-ІІ ст.-інтернат — вул. І. Франка, 136

|          |
| Школа №3 |

|                               |
| Відділ освіти Жмеринської РДА |

|          |
| Школа №2 |

### Технікуми та училища
- Вище залізничне училище — вул. Київська, 13
- Жмеринська філія Житлово-Комунального коледжу Харківської академії міського господарства — вул. Одеська, 1а

|                         |
| Вище залізничне училище |

### Позашкільні заклади
- Музична школа — вул. Київська, 4
- Дитячо-юнацька спортивна школа — вул. Б. Хмельницького, 34
- Центр позашкільної роботи — вул. М. Грушевського, 7/2

## Медицина
- Жмеринська центральна районна лікарня, вул. Київська, 288
- Жмеринський районний центр первинної медико-санітарної допомоги[39], вул. Добролюбова, 2
- Жмеринська лікарня відновного лікування[40], вул. Добролюбова, 2
- Жмеринська міська станція швидкої медичної допомоги[41], вул. Центральна, 26
- Жмеринська районна стоматологічна поліклініка,[42] вул. Б. Хмельницького, 40
- Жмеринський психоневрологічний будинок-інтернат (Будинок інвалідів)[43], вул. В. Чорновола, 12

## Вулиці
Головні вулиці Жмеринки:
| - Вулиця Воїнів світла - вулиця Михайла Барляєва - вулиця Визволення - вулиця Київська - вулиця Магістральна - Вулиця Княгині Ольги - вулиця Одеська | - вулиця Бориса Олійника - вулиця Птахіна - вулиця Свободи - вулиця Соборна - вулиця Богдана Хмельницького - вулиця Центральна - вулиця Шекінська |

## Населення
Динаміка чисельності населення
У 1926 р. у місті мешкало 13 569 українців (61,0 %), 4 380 євреїв (19,7 %), 2 714 росіян (12,2 %) та 1 004 поляків (4,5 %).
У 1939 р. у місті проживало 17 977 українців (69,0 %), 4 630 євреїв (17,8 %), 2 261 росіян (8,7 %) та 802 поляки (3,1 %)
У 1989 р. українці становили 82,2 % населення, росіяни бл. 14 %, євреї — 1 %.
У 2001 р. українці становили 91,2 % населення, росіяни бл. 7 %.

### Національний склад
Національний склад населення за даними перепису 2001 року:
| Національність  | Відсоток |
| --------------- | -------- |
| українці        | 91,17%   |
| росіяни         | 6,97%    |
| цигани          | 0,43%    |
| євреї           | 0,40%    |
| білоруси        | 0,28%    |
| поляки          | 0,21%    |
| молдовани       | 0,11%    |
| інші/не вказали | 0,43%    |

### Мова
Розподіл населення за рідною мовою за даними перепису 2001 року:
| Мова                | Відсоток |
| ------------------- | -------- |
| українська          | 90,81%   |
| російська           | 8,51%    |
| ромська             | 0,29%    |
| білоруська          | 0,09%    |
| румунська           | 0,07%    |
| польська            | 0,03%    |
| вірменська          | 0,02%    |
| інші/не визначилися | 0,18%    |

## Місцевості міста

### Офіційні
- Велика Жмеринка — одне із двох сіл (друге — Мала Жмеринка) між якими утворилося місто. У народі — БЖ (Большая Жмеринка (рос.)). Це — велика місцевість в одноповерховій забудові. Тут знаходиться клуб із бібліотекою, ДНЗ «Ромашка» та Церква Архістратига Михаїла. Поруч, уже на території леляцької сільради знаходиться кладовище. Повністю включена у межі міста у 1965. Головні вулиці — вул. Космонавтів та вул. Київська.
- Добробут — місцевість у південно-західній частині міста. Більшу її частину займають залізничні шляхи та промислові споруди (такі як: з-д «Сектор», Тютюново-Ферментаційний завод, Жмеринський елеватор, тощо). Головна вулиця — вул. Барляєва.
- Доваторський масив — знаходиться у центральній частині міста. Назва походить від головної вулиці масиву — вул. Доватора. На ній розташовані Архівний відділ та Контрольно-ревізійне управління Жмеринської РДА. Забудова одно- та багатоповерхова.
- Заріччя — знаходиться у східній частині міста. Назва походить від розташування місцевості за, колись повноводною, річкою Баран. Забудова повністю одноповерхова. На вул. Братерства знаходиться Ветеринарна клініка. Головні вулиці — вул. Млинова та вул. Братерства.
- Кавказ — одна з найстарших місцевостей міста. У минулому — село. На його місці в 1865 при будівництві залізничної лінії «Київ—Балта» було засноване робітниче селище, що в 1903 р. отримало статус міста. У цьому мікрорайоні знаходиться ЗОШ № 1, НВК № 5 та локомотивне депо «Жмеринка». Головна вулиця — вул. М. Коцюбинського.
- Калинка — простягається від Центру до західної околиці міста. Назва, найімовірніше, походить від рослини калина, що є одним із символів України. На вул. Соборній знаходиться поліцейський відділок, а на Лютневому провулку — ЗОШ № 3. За проєктом 2010 р., від вул. Соборної і до Петрівки мала пройти кільцева дорога, де також повинен був бути розміщений новий парк.[50] Головна вулиця — вул. Соборна.
- Київський масив — місцевість на північній околиці міста. Також відома, як Райлікарня. Тут розташовані ЦРЛ (звідки і походить народна назва), ПП «АТП-10512» та ще декілька приватних підприємств і в'їзна арка. Забудова переважно одноповерхова, але на вул. Декабристів є 5—6 дев'ятиповерхівок збудованих у 1990 році[2]. Назва походить від центральної вулиці та залізничного шляху до Києва, що проходить через мікрорайон. Головні вулиці — вул. Київська та вул. Декабристів.
- Корчівка — місцевість з одноповерховою забудовою. До 1927 р. — передмістя Жмеринки. З 1927 р. включено в межі міста[2]. Головні вулиці — вул. Свободи та вул. Шевченка.
- Першотравневий масив — розташований на північно-західній околиці міста. Назва походить від однієї з вулиць мікрорайону — вул. Першотравневої. Забудова суто житлова одноповерхова. Головна вулиця — вул. Асмолова.
- Петрівка— колишнє село. Забудова — одноповерхова, та на вулиці Цілинній знаходяться три багатоповерхівки, що здані в 1997. У 1947 р. відкрито Будинок Інвалідів по вул. В'ячеслава Чорновола[2]. Також у житловому масиві знаходиться православне, римсько-католицьке та єврейське кладовища, з/п «Садова» та готель. Головні вулиці — вул. В'ячеслава Чорновола та вул. Одеська.
- Південно-Західний масив— найбільша місцевість міста, що розташована у західній та північно-західній частинах міста. Названа на честь південно-західних залізниць до яких належить і Жмеринка. На вулицях Шекінській, Комарова та Магістральній в період з 1983–1997 рр.[2] споруджувались дев'ятиповерхові будинки. Решта мікрорайону «засіяна» одноповерховими будинками. У житловому масиві функціонує Жмеринський ВРЗ «Експрес», ЗОШ № 6, Міська бібліотека, Жмеринська ТЕЦ (звідси і народна назва — ТЕЦ) та санаторій «Залізничник». Головні вулиці — вул. Магістральна, вул. Асмолова та вул. Шекінська.
- Подільський масив— назва походить від шляху на Поділля, який відкривався після місцевості. У мікрорайоні знаходиться залізнична станція «Жмеринка-Подільська». Також тут розміщено багато підприємств. Головна вулиця — вул. Барляєва.
- Постройки — район на південній околиці міста. Назву отримав в результаті масштабної «застройки» під час «Хрущовської відлиги». Також у мікрорайоні знаходяться ПКтаВ ім. М. Горького, також відомий, як «роща Бєлінських», Відділкова (Залізнична) лікарня та поліклініка, Спортивний Комплекс «Локомотив», Краєзнавчий музей та 2 ДНЗ. Головні вулиці — вул. І. Франка та вул. М. Гастелло.
- Привокзальний масив — одна з двох центральних місцевостей міста. Назву отримав від розташування біля (при) вокзалу. Тут розташовані вже згаданий залізничний вокзал, технічна бібліотека, церква св. Олександра Невського, пл. Миру, автостанція, багато іншого. Головна вулиця — вул. Б. Олійника.
- Товарна — місцевість, що знаходиться у центральній частині міста. Назва походить від розвиненої торгівлі у мікрорайоні та Речового ринку у півдні житлового масиву. Головні вулиці — вул. Нижня Базарна, вул. Космонавтів та вул. Київська.
- Угольник — невеличка місцевість, що знаходиться у західній частині міста. Розташована у «трикутнику» між вул. Птахіна, вул. Свободи та залізницею. На Миколаївському провулку розташувалась Свято-Миколаївська церква. Головні вулиці — вул. Свободи та вул. Птахіна.
- Центр — головна місцевість міста, що знаходиться у центральній частині Жмеринки. Межує з Привокзальним масивом. У Центрі знаходиться багато ключових міських та районних споруд: Жмеринська міськрада, Жмеринська райрада, Жмеринська РДА, Головний Поштамт, Будинок культури, Районний центр зайнятості, тощо. Масово почала забудовуватися після надання Жмеринці 18 листопада 1903 р. статусу міста. Також на території масиву функціонують музей, речовий ринок та автовокзал. Головні вулиці — вул. Центральна та вул. Б. Хмельницького.

### Неофіційні, історичні, народні
- 5-й кілометр — назва житлової частини Подільського масиву. Назва походить від 5-кілометрової зони від станції Жмеринка, куди вивозили мертвих та ледь живих людей, що під час Голодомору 1932—1933 рр. намагалися потрапити до міста у надії ситого порятунку.[51]
- Грисяний лісок — інша, більш давня назва Корчівки.[52]
- Пеньки — місцевість в районі Залізничного училища.[53] Отримала свою назву, як уже раніше було згадано, від вирубаного лісу (від якого лишилися пеньки), на якому нині стоїть Жмеринка.
- Сектор — частина мікрорайону Добробут та Подільського масиву навколо однойменного заводу.

## Економіка

### Промисловість
Промисловість міста складається із низки підприємств, що забезпечують значний прибуток міському бюджету. Ось найбільші із них:
- ТОВ «Експрес» — здійснює капітальний та середній ремонт пасажирських вагонів, вагонів дизельних поїздів (типу Д-1 та ДР-1), а також їх модернізацію, ремонт залізничних полотен. Знаходиться за адресою: вул. Шекінська, 2. Сайт підприємства: http://www.ekspres.com.ua/index.html [Архівовано 15 лютого 2017 у Wayback Machine.].
- ПП «Корунд» — займається виробництвом агротехніки. Належить міському голові Жмеринки — Анатолію Кушніру.[54] Знаходиться за адресою: вул. Свободи, 112. Сайт підприємства: http://korund.org.ua/uk/. [Архівовано 1 березня 2020 у Wayback Machine.]
- ТОВ «Агромаш» — здійснює послуги з виготовлення відливків зі сталі та чавуна методом лиття по точним моделям, а також піщано-глинисту форму. Знаходиться за адресою: вул. Свободи, 169. Сайт підприємства: http://www.agromash-zhm.com/. [Архівовано 16 травня 2021 у Wayback Machine.]
- ПП «Диліжанс» — займається міськими та приміськими автотранспортними перевезеннями по Жмеринці та Жмеринському районі. Серед міських маршрутів обслуговує такі: 1а, 1б, 2а, 3, 8. Знаходиться за адресою: вул. Барляєва, 3. Картка підприємства: http://www.ua-region.info/32060481.
- Філія «Жмеринський маслозавод» ПАТ «Тернопільський маслозавод» — виробляє молочні продукти. Знаходиться за адресою: вул. Миру, 33. Картка підприємства: http://b2bsky.co.ua/info/37556765.
- ТОВ М'ясний Майстер «Жмеринський м'ясокомбінат» — займається продукцією м'ясних виробів. Знаходиться за адресою: вулиця Одеська 137
- ТОВ «Артмаш» - виробник понад 30 видів продукції: різних моделей подрібнювачів, змішувачів кормів, дроворубів, грануляторів, охолоджувачів. Знаходится за адресою: вулиця Барляєва, 19, Жмеринка, Вінницька область, 23100, сайт підприємства https://artmash.ua

У місті розвинена приватна система приватної торгівлі:
- Супермаркет «Грош-експрес»[55] який находиться вулиця Шевченка 2, колишній магазин «Гуси-Лебеді»
- Супермаркет «Грош-експрес» який знаходиться по вулиці Центральна 8, колишній магазин «Універмаг»
- Супермаркет «К-маркет» який знаходиться по вулиці Комарова 22, який в ходить у родину «Грош-експрес»
- Супермаркет «Е Маркет» який знаходиться по вулиці Центральна 6, колишнє приміщення кінотеатру «Супутник»[56]
- Супермаркет «АТБ» який знаходиться по вулиці Шевченка 3

## Культура

### Пам'ятки

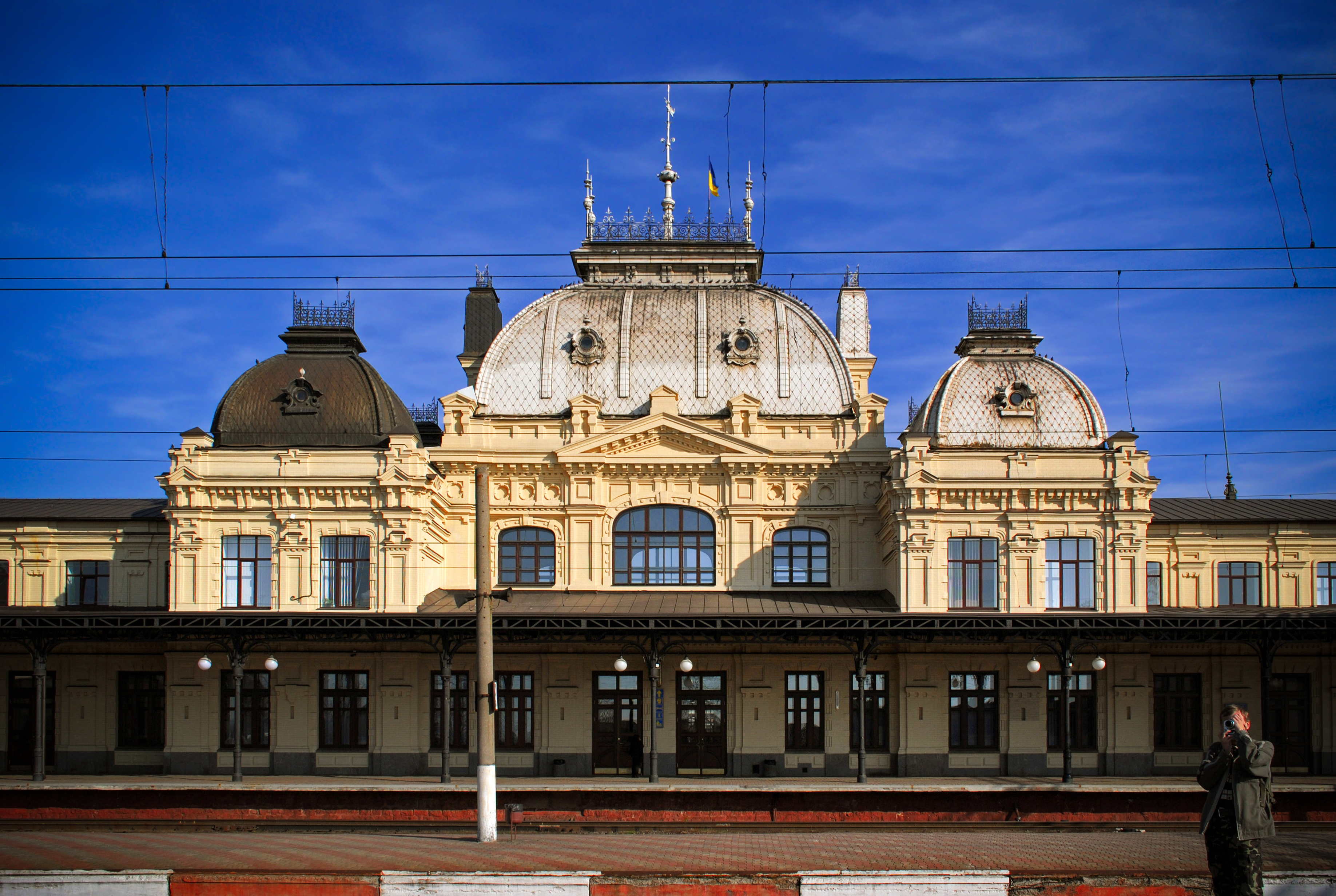
Будівля залізничного вокзалу

У Жмеринці під охороною держави перебувають 4 пам'ятки архітектури і містобудування, 4 пам'ятки монументального мистецтва і 9 пам'яток історії.
Власне, обличчя Жмеринки формує прилеглий до вокзалу квартал центру (кольорові дво- і триповерхові кам'янички в стилі кінця 1940-х років) та навколо центру — кільканадцять чималих дев'ятиповерхівок і «хрущовок». Усе це стоїть на найвищій точці пагорба. А вниз від тих висоток на значну площу розтікається хвилями ландшафту суцільне подільське село. А посередині причаївся готичний шпиль увінчаний 5 хрестами католицького костьолу святого Олексія, оточеного сторічними соснами. На площі Миру, на місці колишнього православного храму, спорудженого 1893 р., розграбованого і знищеного у 1928 р., збудовано однойменну церкву Олександра Невського.

Площа Героїв Майдану

Вокзал міста, збудований у 1899–1904 рр. є пам'яткою історії та архітектури. За задумом автора — Зиновія Журавського — будова нагадує великий морський корабель, що на всіх вітрилах «пливе» у бік Чорного моря. Уважний спостерігач може побачити круглі вікна, що нагадують ілюмінатори, а вежі на даху і веранда другого поверху — палубу. Центральна вежа подібна до капітанського мостика. Якщо придивитися до оздоблення головного залу, ліпки в усьому приміщенні — всюди імітується морська рослинність.
На площі Миру споруджено пам'ятник Тарасові Шевченку. В оголошеному місцевою владою конкурсі переміг проєкт скульптора М. Крижанівського, який є автором скульптури О. Бендера на Привокзальній площі.
Перлиною Жмеринки є й місцевий парк культури та відпочинку М. Горького, дехто іменує його, на честь засновника, рощею Бєлінського, що є улюбленим місцем відпочинку жителів, особливо в свята. Масові гуляння тут супроводжуються грою духових оркестрів та закінчуються феєрверками. Прикраса і гордість парку — стадіон, де проводяться усі змагання міста і району.

### Релігія

Жмеринський міський історичний музей

У Жмеринці функціонують 12 храмів, з яких 5 належать до УПЦ МП, 1 до ПЦУ, 1 до РКЦ, 1 до Церкви християн адвентистів сьомого дня, 2 молитовних будинки, 1 синагога. Найбільші із них — костел св. Олексія, церква св. Миколая Чудотворця, церква св. Олександра Невського, церква св. Архістратига Михаїла, міська синагога.
Попри те, що сьогодні у місті існує лише одна синагога, ще коли місто лише було засноване, єврейська громада становила значну частку населення, іноді навіть до 20 %. Тоді у місті функціонувало у різні часи до 6 синагог. Із них нині у робочому стані лише одна — «синагога м'ясників».

### Музеї
У Жмеринці діють два музеї: міський історичний та краєзнавчий. У експозиції міського історичного музею представлені понад 3000 експонатів, серед яких:
- Картини;
- Предмети побуту жмеринчан кінця XIX початку XX ст.;
- Мікромініатюри М. Г. Маслюка;
- інше.

Музей розташований за адресою: вул. Центральна, 24.
Краєзнавчий музей знаходиться у будинку по вул. І. Франка, 64.

### Кулінарія
Місто відоме рецептом вареників у киселі.

## Спорт
У місті діють:
1. Спортивний комплекс «Локомотив»;
2. ДЮСШ, що складається із:
  - Відділу греко-римської боротьби;
  - Відділу футболу;
  - Відділу волейболу;
  - Відділу легкої атлетики;
  - Відділу важкої атлетики.

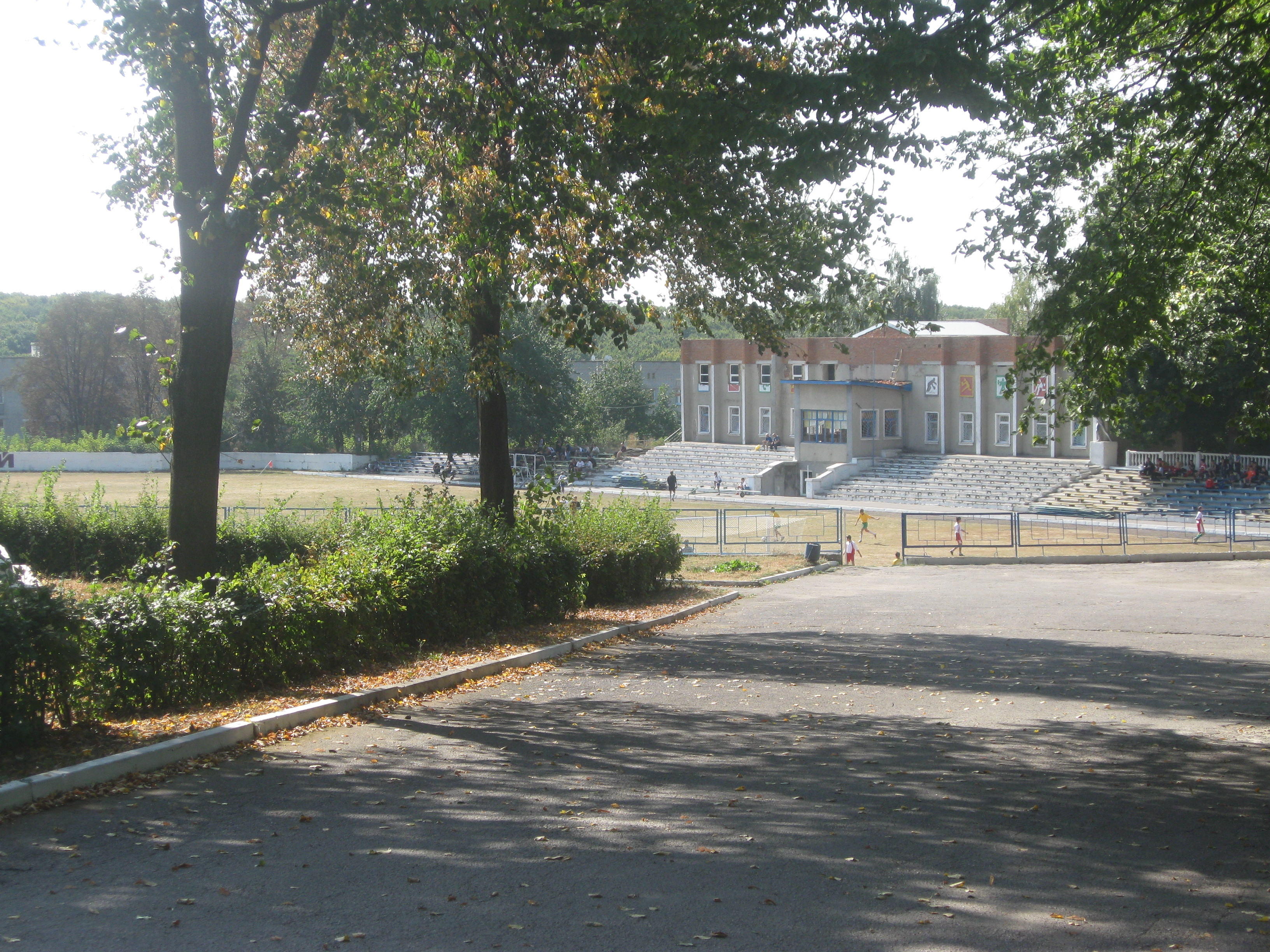
Стадіон СК «Локомотив»

Емблема ФК «Локомотив»

3. Міський клуб бойового самбо «Прайд»;
4. Міська федерація Він Чунь;
5. Міський спортивний клуб традиційного карате-до «Окамі»;[59]

У місті є футбольна команда «Локомотив», яка регулярно виступає у Першій лізі Вінницької області. У 2005 р. «Локомотив» дійшов до фіналу Кубку області, де поступився Поділлю із Кирнасівки з рахунком 4:1. До відновлення незалежності Україною, «Локомотив» двічі був учасником аматорського чемпіонату УРСР. Свого часу за «Локомотив» грав Валентин Годлевський, тренував Володимир Степаненко.

## ЗМІ

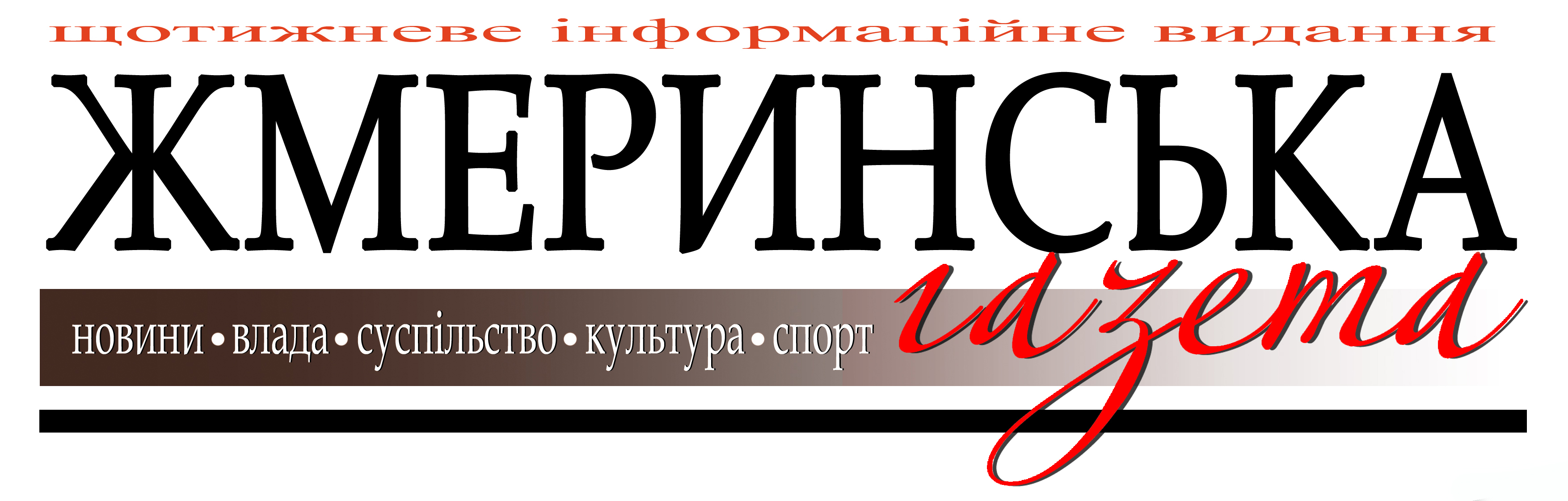
Логотип «Жмеринської газети»

### Преса
- Жмеринська газета — газета, що описує життя, найважливіші події, а також історичні свідчення про Жмеринку
- Жмеринський Меридіан — газета, що описує життя Жмеринського району
- Наша Газета — газета, де розміщено оголошення та програма на ефірні та кабельне телебачення
- ІНФО Жмеринка
- Колорит

### Інтернет-видання
- Жмеринка.City [Архівовано 4 вересня 2019 у Wayback Machine.] — інтернет-видання про життя Жмеринки і Жмеринського району. Засноване колективом «Жмеринської газети» у жовтні 2018 року за підтримки Агенції розвитку локальних медіа «Або». Входить до мережі міських сайтів The City.

### Радіо
- 67.34 FM радіостанція «Обрій» працює на частотах Першої програми Українського Радіо

### Телебачення
- Кабельне телебачення. Раніше використовувалося місцеве телебачення «Децебал», після продажу підприємства київській фірмі місцеве телебачення транслюється фірмою «DataGroup»

## Транспорт
Докладніше: Транспорт Жмеринки

### Пасажирський транспорт

#### Міський
Див. Жмеринський автобус

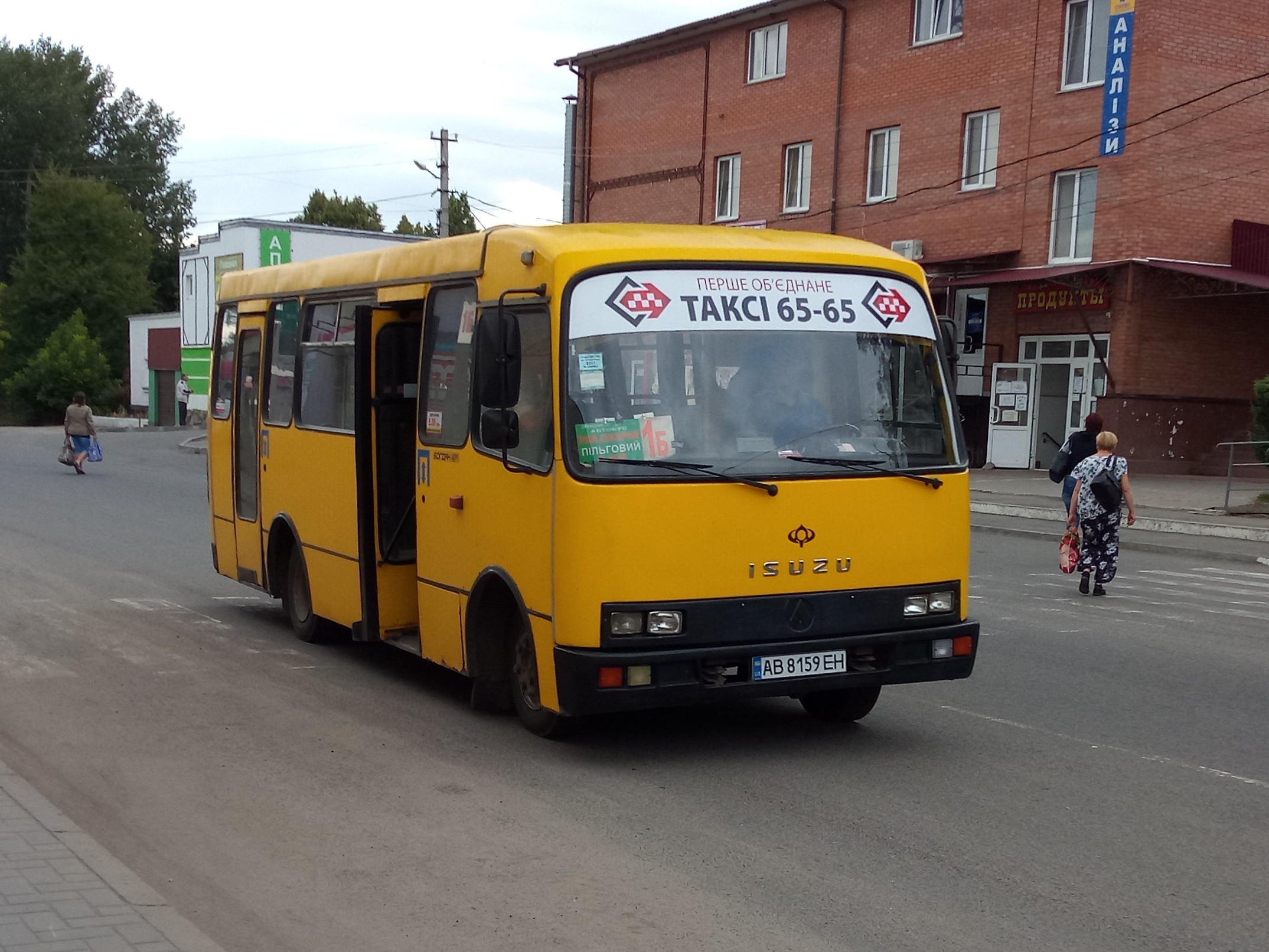
Автобус Богдан А091 в районі зупинки «Райлікарня», що на півночі міста

Містом курсують такі маршрутні автобуси:
- 1а: с. Леляки — вул. Київська — с. Коростівці
- 1б: с. Леляки — вул. Космонавтів — с. Коростівці
- 2а: с. Леляки — вул. Магістральна — ДНЗ № 8
- 3: ТЦ «Рубін» — вул. Одеська — ж/м Петрівка
- 5: Районна лікарня — вул. Доватора — вул. Соборна
- 6: ДНЗ № 8 — вул. І. Франка — вул. Соборна
- 7: с. Коростівці — вул. Шевченка — вул. Соборна
- 9а: ТЦ «Рубін»* — вул. Шевченка — Дім молитви

* З 7:00 по 9:00 і з 17:00 по 19:00 до Ветеринарної клініки, у базарні дні (понеділок та четвер) до речового ринку.

#### Приміський

Розклад руху автобусів приміської автостанції

Див. Жмеринка (станція), Жмеринка-Подільська, з/п Садова
На Привокзальній площі розташована автобусна станція звідки вирушають автобуси до Станіславчика, Малої Жмеринки, Браїлова та інших населених пунктів Жмеринського району. У будівлі торгового центру поруч розташований розклад руху приміських автобусів.
Приміським залізничним сполученням можливо дістатися від станції Жмеринка та з/п Жмеринка-Подільська і Садова до Козятина, Хмельницького, Вапнярки, Рахнів-Лісових, Попелюх та Могилева-Подільського.

#### Регіональний та міжнародний
Див. Жмеринка (станція), Жмеринка-Подільська
Зв'язок із Вінницею, Житомиром, Баром та Шаргородом забезпечує автобусне сполучення, але найчастіше регіональне та міжнародне пасажирське сполучення обслуговується залізничним транспортом.

## Відомі люди

### Народились

Микола Яшниченко

- Базилевич Анатолій Дмитрович (1926—2005) — український художник, ілюстратор, автор малюнків до творів Тараса Шевченка: «Причинна», «Катерина», «Перебендя», «Відьма», «Єретик», «Гайдамаки». За ілюстрування «Енеїди» Івана Котляревського отримав звання Заслужений діяч мистецтв УРСР.
- Бжехва Ян (1898—1966) — польський поет єврейського походження, письменник, перекладач, відомий насамперед своїм внеском до польської дитячої літератури.
- Брезденюк Валерій Олександрович (1963—2014) — Герой України, учасник Революції гідності.
- Гончарук Олексій Валерійович — український політик, юрист, прем'єр-міністр України.
- Жилко Віктор Федотович — український художник, режисер.
- Загрійчук Анатолій Леонідович (1951—2014) — український письменник, священник, педагог.
- Керничний Максим Сергійович (1978—2017) — прапорщик Повітряних сил Збройних сил України, учасник російсько-української війни.
- Костецький Віктор Олександрович (1941—2014) — радянський та російський кіноактор. Заслужений артист РРФСР.
- Лашкул Зінаїда Василівна (1919—1998) — українська мистецтвознавеця
- Лівицька Марія Варфоломіївна (1879—1971) — дружина Президента УНР в екзилі 1926–1954 рр. Андрія Лівицького, мати відомої української поетеси Наталі Лівицької-Холодної, а також мати Миколи Лівицького, Президента УНР в екзилі (1949–1967) роках.
- Лівицький Микола Андрійович (1907—1989) — український громадський та політичний діяч, журналіст, Президент УНР в екзилі (1967–1949).
- Москаленко Антон Якович (1991—2014) — старший солдат Збройних сил України, учасник російсько-української війни.
- Поліводський Олександр Анатолійович (1973 - 2023) — визначний юрист, кандидат юридичних наук, молодший сержант, кавалер ордену За мужність III ступеня.
- Полянський Леонід Петрович (1975—2014) — Герой України, учасник Революції гідності.
- Премислер Ілля Михайлович (1904—1969) — український історик, архівіст, музеєзнавець.
- Рева Володимир Сергійович — радянський футболіст та український футбольний тренер, відомий перш за все завдяки роботі у вінницькій «Ниві», ФК «Тирасполь» та жіночій збірній України.
- Рощук Ігор Леонтійович (1931—1997) — український письменник.
- Семенов Вячеслав Анатолійович (1969—2015) — старший лейтенант Державної прикордонної служби України, учасник російсько-української війни.
- Семенюк Едуард Павлович — український сучасний філософ, доктор філософських наук, професор.
- Скрипник Ігор Володимирович (1940—2005) — український математик.
- Теплицька Олена Йосипівна (1916—1998) — психофізіологиня, психіатр, психологиня, педагогка, докторка медичних наук, професорка.
- Франкфурт Ушер Іойнович (1908—1982) — радянський фізик й історик науки.
- Харченко Віктор Кіндратович (1911—1975) — радянський військовий начальник, маршал інженерних військ.
- Чеканюк Вілен Андрійович (1932—2000) — український художник.
- Чорний Михайло Никифорович (1931—2020) — український художник.
- Шептицький Петро Миколайович (1975—2015) — солдат Збройних сил України, учасник російсько-української війни.
- Широков Володимир Анатолійович — український мовознавець, дійсний член Національної академії наук України, лауреат Державної премії України в галузі науки і техніки.
- Яшниченко Микола Йосипович — генерал-хорунжий Армії УНР.
- Джура-Соколовський Станіслав Анатолійович — старший сержант ОЗСП «Азов» Національної гвардії України, учасник російсько-української війни
- Цимбал Маргарита Вікторівна  - українська актриса театру та кіно, народна артистка України.
- Крисько Сергій Васильович — військовослужбовець 57 окремої мотопіхотної бригади ЗСУ
- Войтович Анатолій Петрович (11.08.1964 — 17.07.2022, Миколаїв) — солдат ЗСУ, учасник російсько-української війни

### Померли

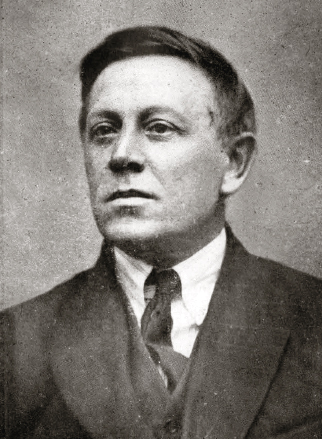
Симон Петлюра

- Дорош Володимир Васильович (1898—1964) — український різьбяр, скульптор, Заслужений майстер народної творчості України (1960).
- Їжак Микола (1886—1919) — священник УГКЦ, капелан, сотник УГА. Помер від тифу на залізничній станції.
- Маслюк Михайло Григорович (1918—1995) — український мікромініатюрист, заслужений майстер народної творчості України.
- Матеюк Антоній Васильович — головний капелан Армії УНР, православний протопресвітер.

### Проживали, перебували

Микола Борецький

- Микола БорецькийБолдуман Михайло Пантелеймонович — український актор, народний артист СРСР, двічі лауреат Державної премії СРСР, актор МХАТу. Навчався у чоловічій гімназії і починав працювати у місцевому театрі;
- Микола ІІ — російський імператор. Перший раз — у 1903 р. (огляд будівництва нового залізничного вокзалу), а другий — у 1905 (огляд військової частини);
- Лівицький Андрій Миколайович — революціонер, соратник Дмитра Антоновича, Володимира Винниченка, член Української Центральної Ради, міністр юстиції УНР, у 1926–1952 рр Президент УНР в екзилі. Неодноразово перебував у Жмеринці у 1898–1901, а також у 1902–1910 роках і пізніше, оскільки одружився з дочкою керівника комерційного банку м. Жмеринки Варфоломія Семеновича Ткаченка Марією;
- Петлюра Симон Васильович — Головний Отаман УНР. Перебував у місті під час тимчасового перенесення столиці УНР до Жмеринки;
- Смолич Юрій Корнійович український письменник, журналіст, драматург. У 1913–1917 рр. навчався у чоловічій гімназії. Про події у місті на початку XX ст. описує в романах «Вісімнадцятилітні», «Наші тайни» та в книгах спогадів.
- Микола (Борецький) (митрополит Миколай) — український духовний діяч, другий митрополит відродженої 1921 року Української Автокефальної Православної Церкви. Нащадок київського митрополита Іова Борецького. Вчителював у місцевій школі.
- Пугачов Олег Валентинович (1964—2015) — солдат Збройних сил України, учасник російсько-української війни.
- Сосюра Володимир Миколайович — український письменник. Згадує про своє перебування у романі «Третя рота»;
- Турчанович Антон Федорович — винахідник польової кухні. У Жмеринці, в 1898 р. будучи заступником командира 12-го піхотного полку по господарській частині, зробив розрахунки і креслення польової кухні на колісному ходу.
- Хмелюк Василь Михайлович — художник-авангардист і поет, учасник визвольних українських змагань часів революції 1917–1920 рр. Мистецький доробок славного майстра досі експонується у музеях Парижа, Стокгольма, Нью-Йорка, Лондона, Філадельфії, Мюнхена, Торонто. Французька преса писала про нього як про «провідного художника нашого часу».
- Войтович Людмила Василівна — учителька Жмеринської ЗОШ № 3, заслужений вчитель України[62].
- Горобець Олександр Олександрович — працював у Жмеринці власкором газети «Вінницька правда», згодом — головний редактор газети «Правда України», Заслужений журналіст України, член Національної спілки письменників України.

### Міські голови
| - Карл Вронський (7 січня 1905 — 30 січня 1907) - Петро Гузь (30 січня 1907–1911) - О. Добровольський (1911–1914?) - Віктор Жеребнюк (29 березня 1998 — 31 березня 2002) - Володимир Рябоконь (31 березня 2002 — 26 березня 2006) - Віктор Жеребнюк (26 березня 2006 — 31 жовтня 2010) | - в.о Чаленко Надія Василівна[джерело?] (2010—2011) - Зиновій Трахтенберг (15 травня 2011 — 12 червня 2012) - в. о. Едуард Іванович Крайнік (2012–2014) - Анатолій Петрович Кушнір (25 травня 2014 — 22 травня 2018) - в. о. Світлак Юрій Степанович (22 травня 2018 — 5 червня 2020) - Анатолій Петрович Кушнір (5 червня 2020 до тепер) |

## Міжнародні відносини
Жмеринка має лише 2 міста-побратима з Польщі та 1 місто-партнер з України.

### Міста-побратими
- Скаржисько-Каменна, Польща — угода про партнерство між Жмеринською міською радою та Урядом міста Скаржисько-Камєнна про торговельно-економічне, науково-технічне і культурне співробітництво яка була підписана від 5 липня 2001 року[65].
- Сендзішув-Малопольський, Польща — умова партнерської співпраці між Жмеринкою та Сєндзішувом-Малопольським була підписана 28 лютого 2016 року[66].

### Місто-партнер
- Дружківка, Україна — меморандум про співпрацю підписаний 25 грудня 2024 року.[67]

### Колишня співпраця
- Шекі, Азербайджан — партнерські відносини встановлені за часів УРСР тривали до утворення незалежної України, немає жодної інформації про продовження співпраці між містами, в тому числі на сайті Жмеринської міської ради. На офіційному сайті Жмеринської міської ради та мерії Шекі немає інформації про те, що вони є містами-побратимами та немає підтверджень співпраці між ними.[68] Це означає, що партнерські відносини між Жмеринкою та Шекі припинилися.

## Цікаві факти
- «Camino Podolico» — це подільський шлях святого Якова, який поєднує міста: Вінниця, Бар та Кам'янець-Подільський, а також шлях включає місто Жмеринка, як один з етапів маршруту.[69]
- Розміщення вузлової станції, а відтак і міста, напряму пов'язане з подружжям фон Мекк, чий маєток знаходився у Браїлові. Карл фон Мекк проєктував залізницю і бажав вузлову станцію розмістити ближче до свого маєтку, проте його дружина Надія Філаретівна зауважила, що було б добре, аби станційна кіптява і галас були десь подалі від Браїлова, десь між селами Великою і Малою Жмеринками.
- Саме у Жмеринці імператор Олександр ІІ оголосив про початок російсько-турецької війни 1877–1878 рр.
- У єдиному в Україні[джерело?] музеї місцевого самоврядування у Жмеринській міській раді висять писані олією портрети колишніх керівників міста, дерев'яні портрети визначних українських постатей і героїв Жмеринки. На жаль, не змогли відтворити обличчя найпершого міського старости — Карла Вікентійовича Вронського — ніхто не знає як він виглядав, не залишилося жодної світлини, а тим часом з його ім'ям у Жмеринці пов'язана забудова (вона здійснювалася переважно у стилі ампір, що майже не зберігся), благоустрій та ремонт міських доріг.
- Згідно з місцевою легендою, коли російський імператор Микола ІІ вперше (у 1903 р.) приїхав подивитися на новий вокзал, то першими його словами були: «Вот сукин сын!». Архітектор будівлі Зиновій Журавський ці слова сприйняв як незадоволення царя і застрелився, в той час як Микола ІІ, нібито, так висловив своє захоплення від творіння геніального архітектора. Проте ця розповідь підлягає сумнівам, оскільки є свідчення[70][71], що Журавський у 1910-х рр. брав участь у проєктуванні київського вокзалу, а 1912 р. за його проєктом закладена будівля привокзальної поштової контори знову ж таки у Києві.

## Галерея

Пам'ятник Тарасу Шевченку
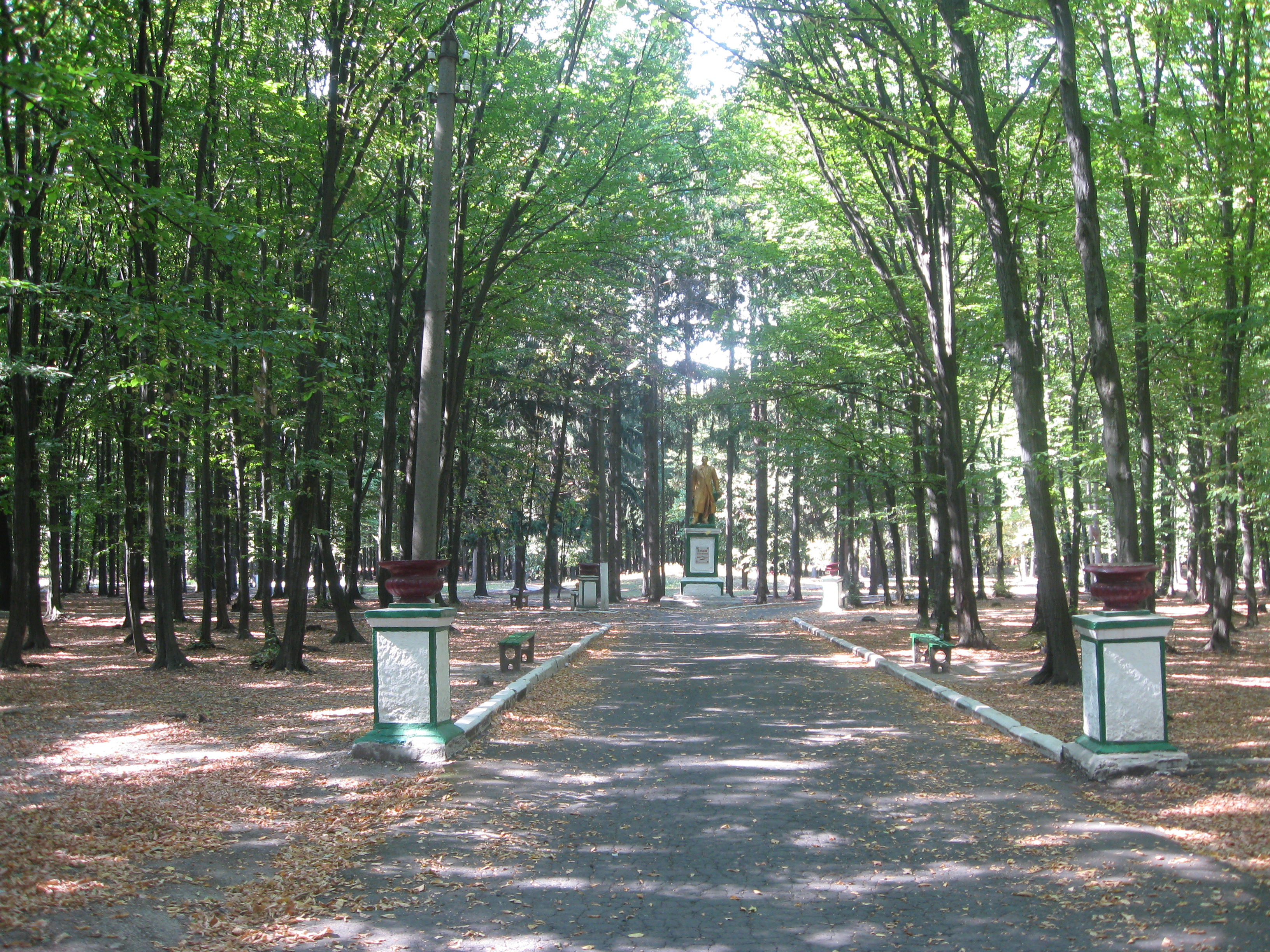
У міському парку культури та відпочинку ім. М. Горького
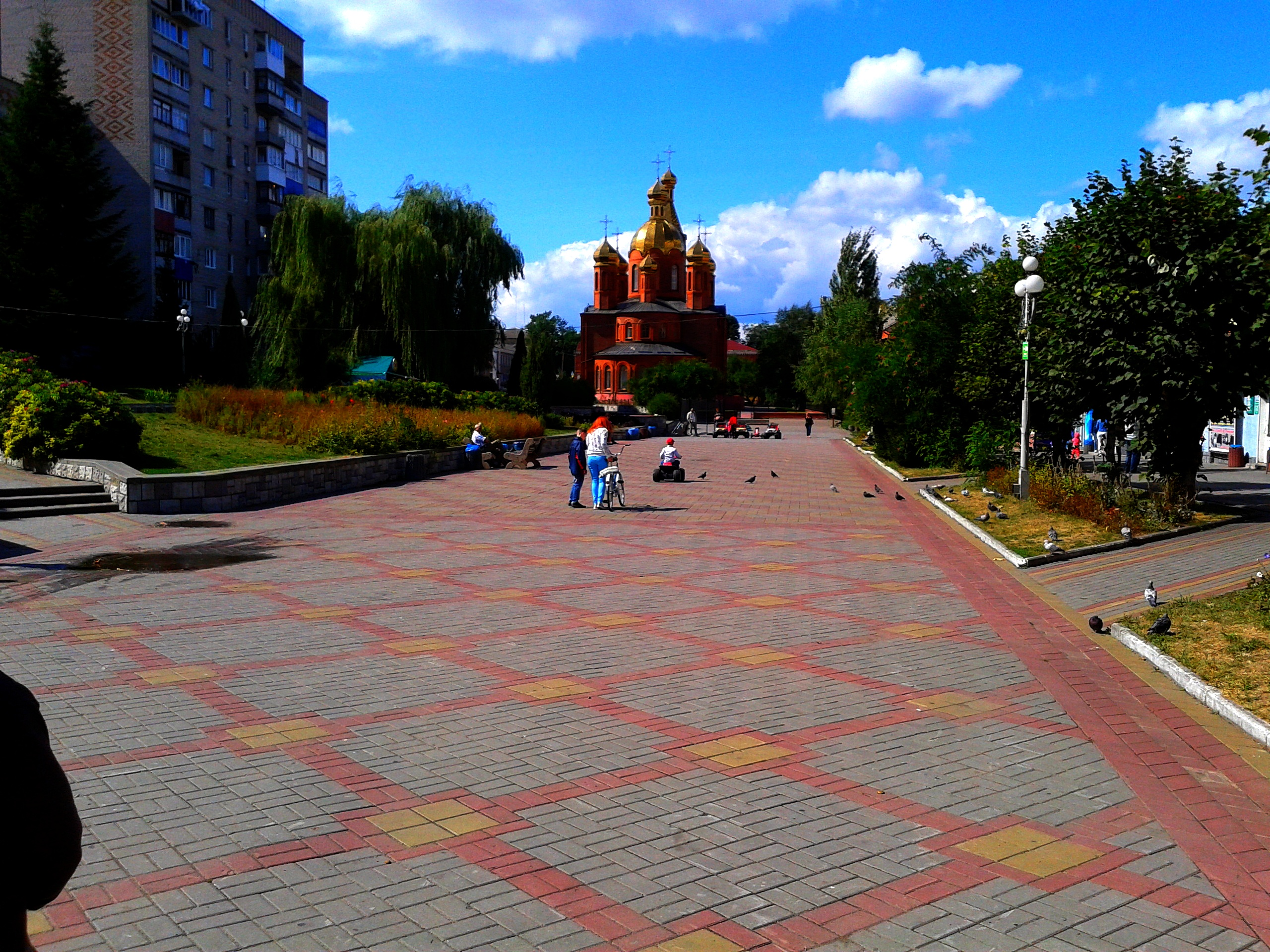
Алея площі Миру та храм Олександра Невського
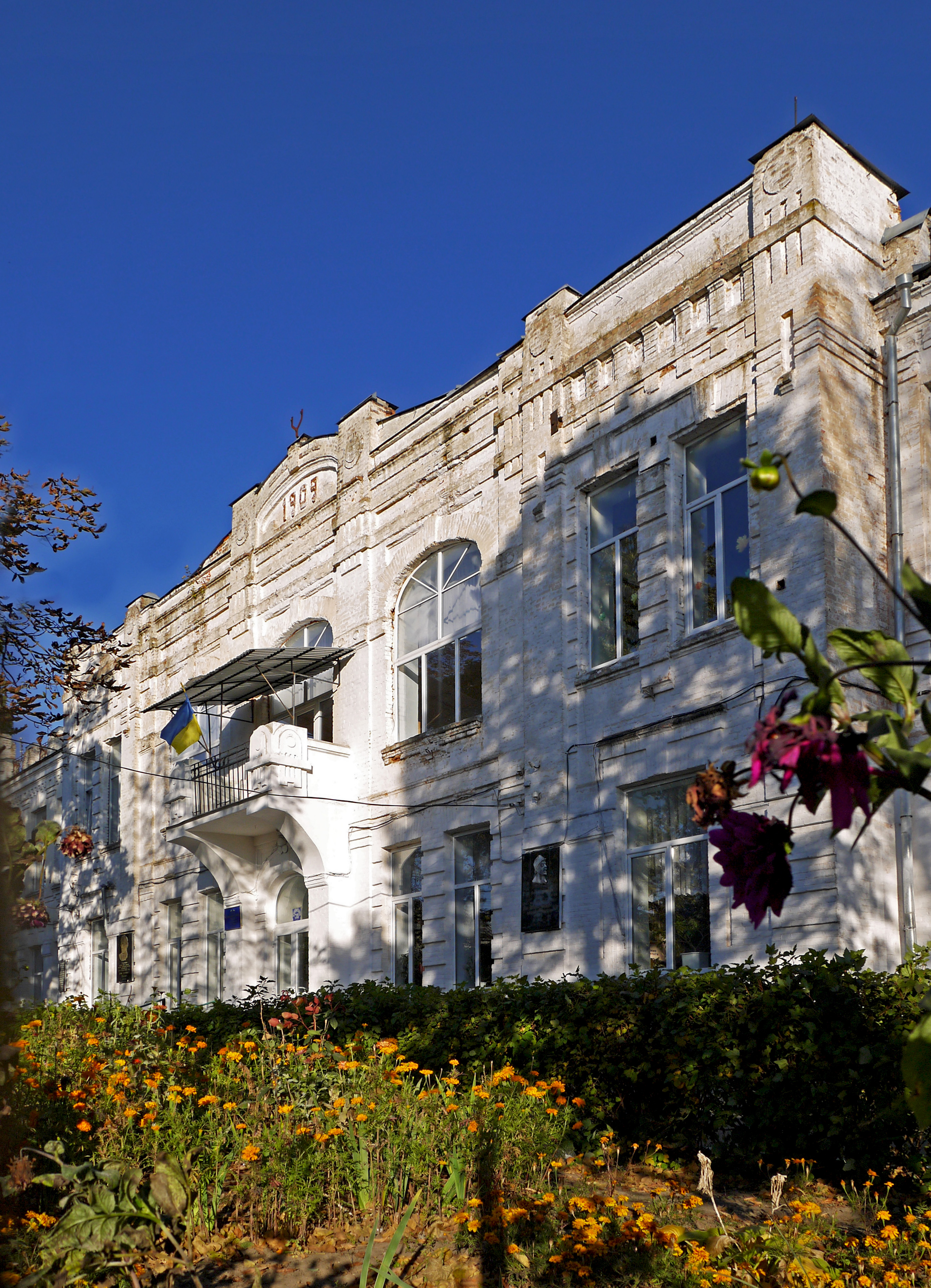
Будівля школи № 1 (колись - чоловіча гімназія)
Концертна зала «Ермітаж» (колишній кінотеатр «Супутник»), по вулиці Центральній, 6
Районний будинок культури
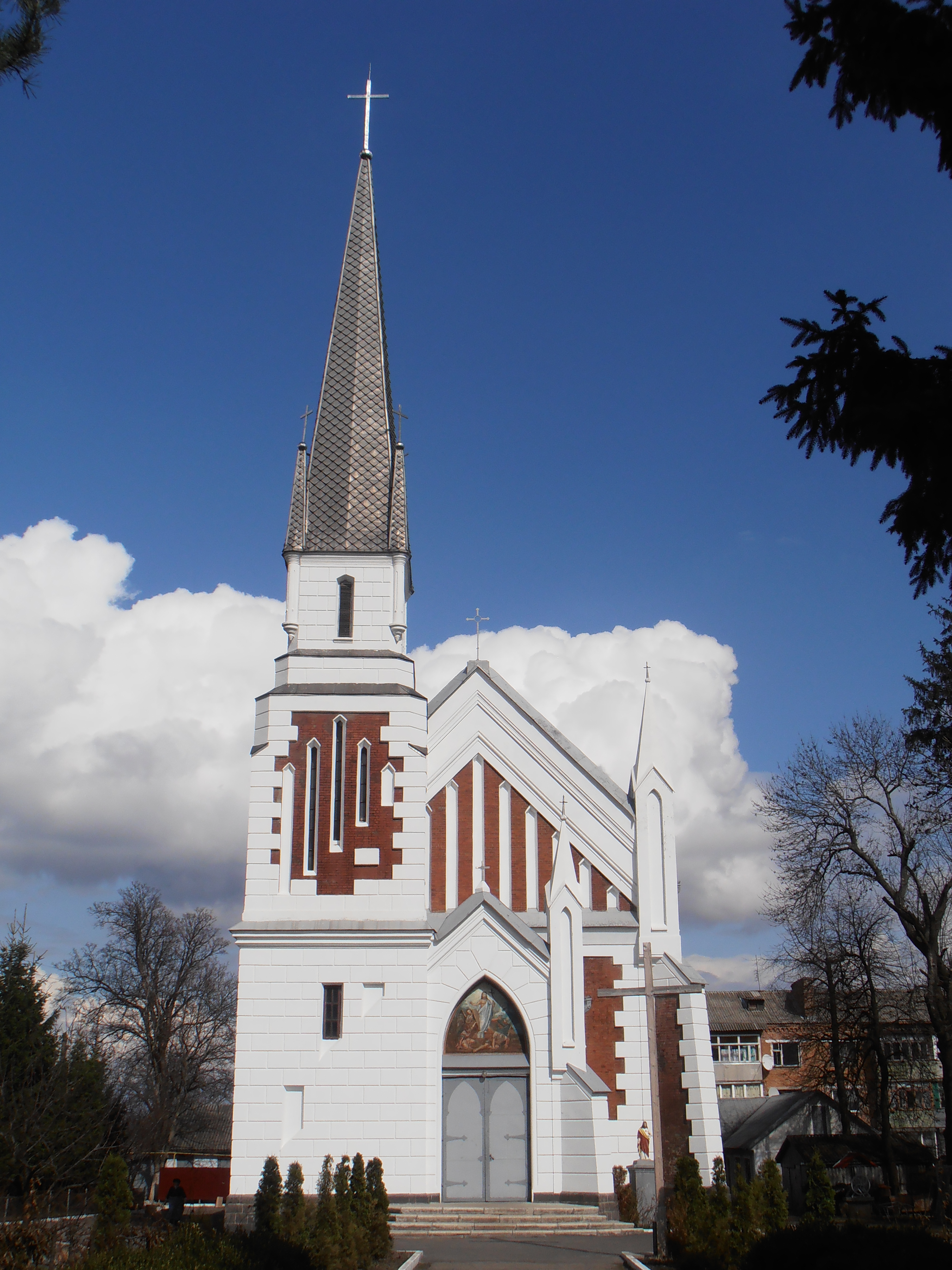
Костел Святого Олексія
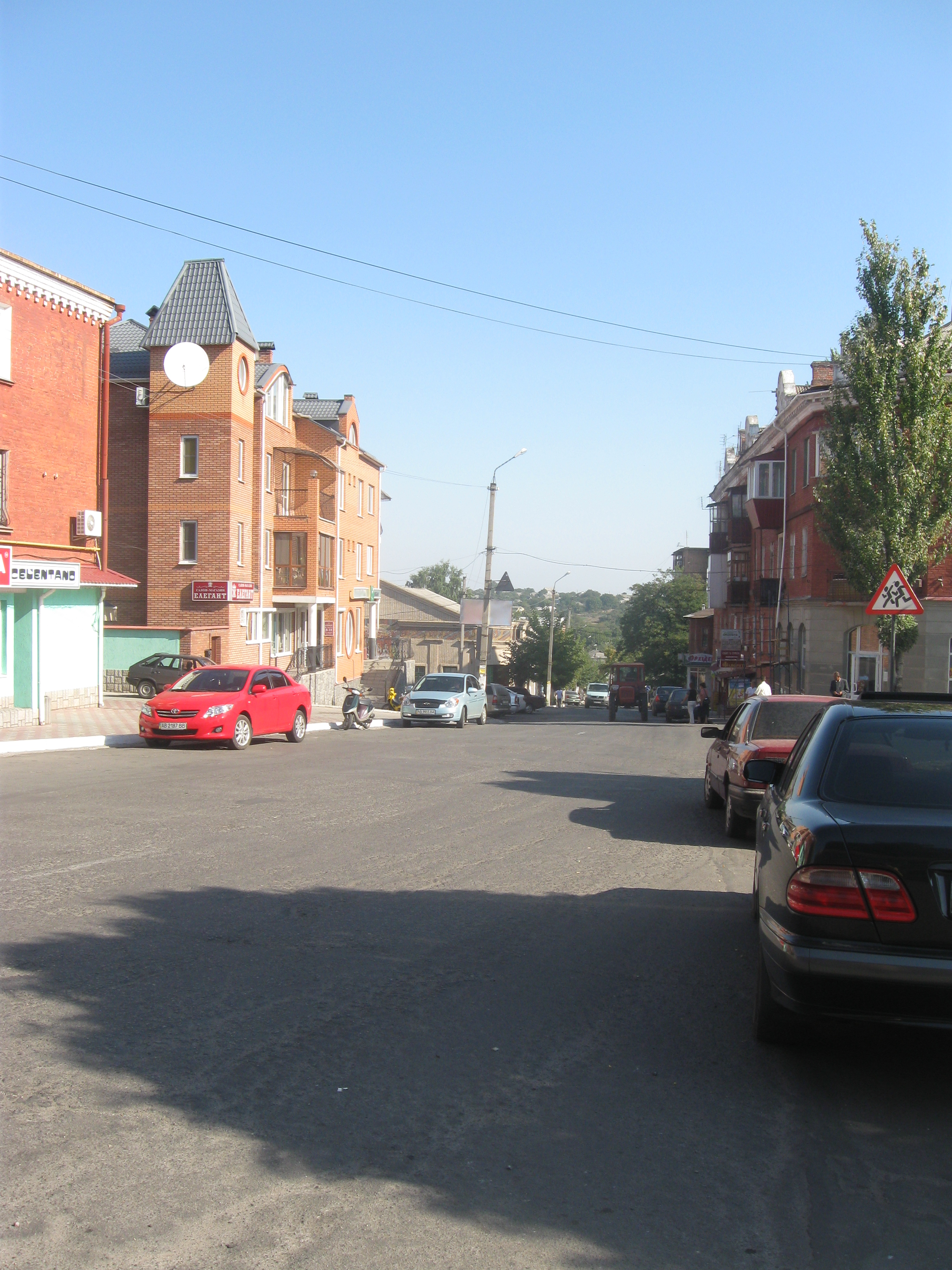
Будинки на вул. Михайла Грушевського
Підземні переходи збудовані ще за часів Російської імперії
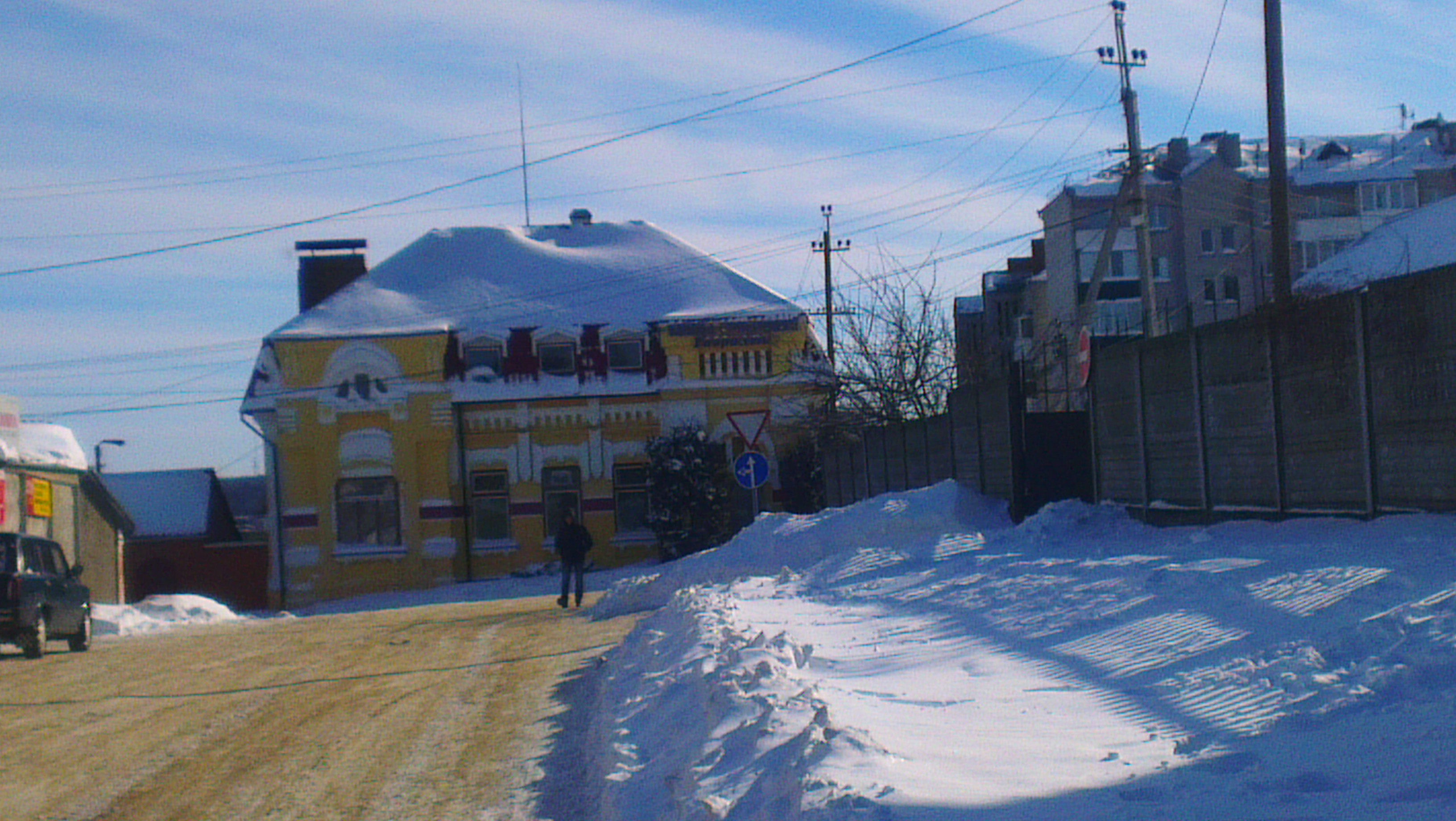
Клініка стоматології Гаврилюка по вул. Б. Хмельницького, 38
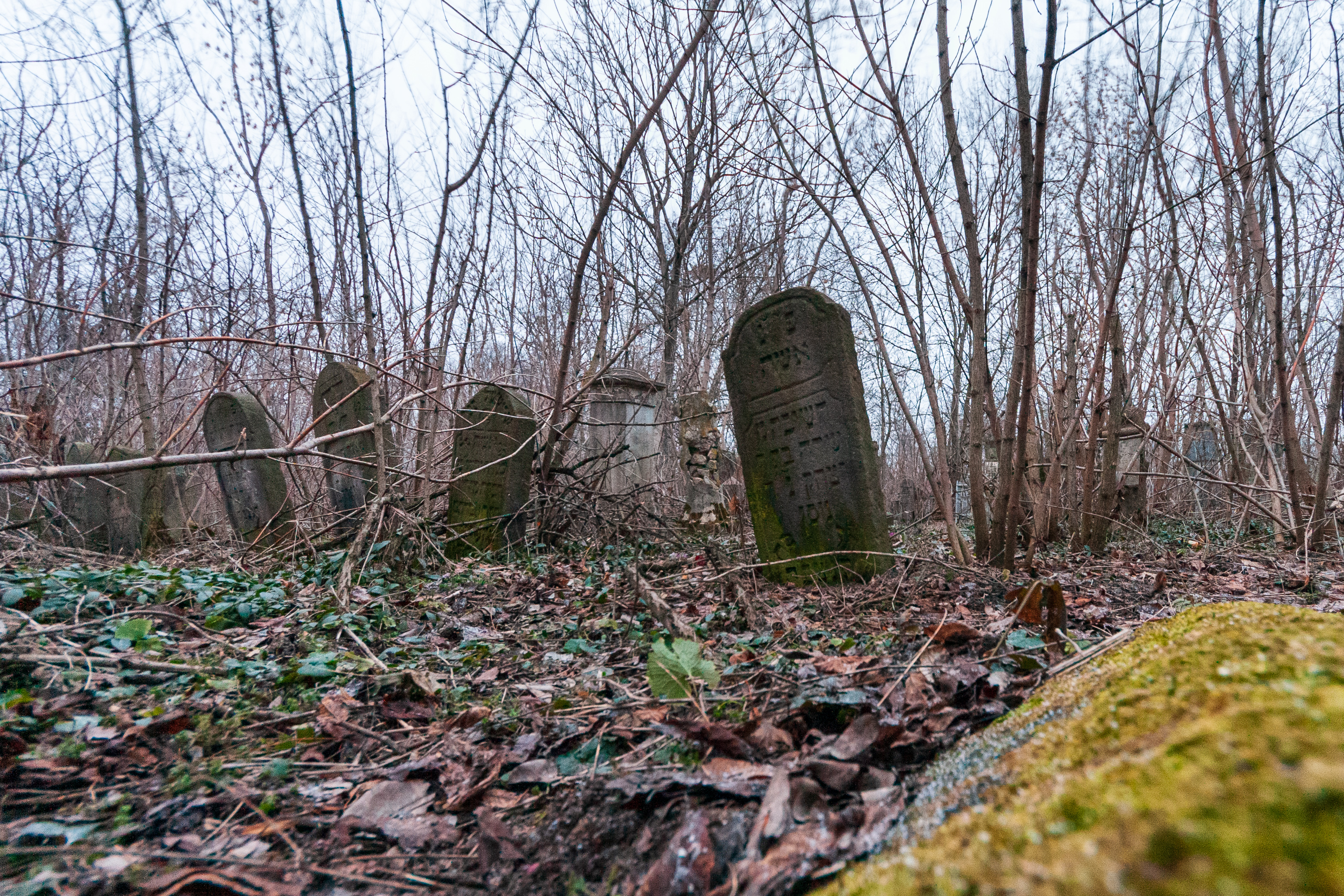
Єврейське кладовище
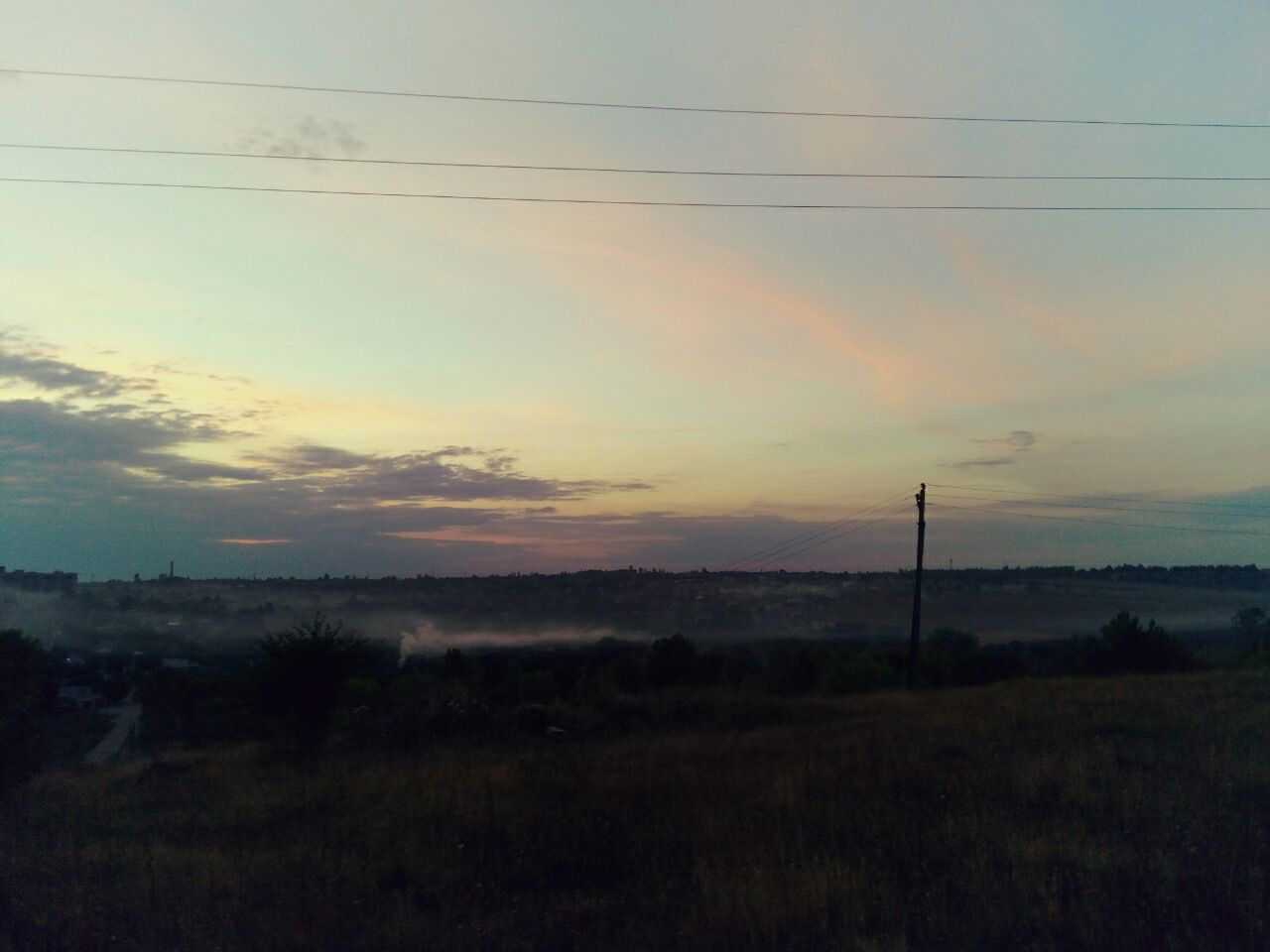
Панорама міста на фоні заходу сонця